# Región Metropolitana de Santiago
La región Metropolitana de Santiago, abreviada RM, es una de las dieciséis regiones en que se divide Chile. Su capital es Santiago, que es también la capital nacional. Ubicada en el centro del país, limita al norte y al oeste con la región de Valparaíso, al este con la provincia de Mendoza en Argentina y al sur con la región de O'Higgins.
Con una superficie de 15 403,2 km², es la segunda más pequeña de todas las regiones pero es también la más habitada, con una población de 7 400 741 habitantes según el censo del año 2024. Es la 59.ª mayor área metropolitana del mundo. La región está compuesta por las provincias de Chacabuco, Cordillera, Maipo, Melipilla, Santiago y Talagante, con un total de 52 comunas, la gran mayoría de ellas enteramente urbanas y otras con una parte rural.

## Historia
La historia de la influencia europea en la región comenzó en 1541, unos días después de la fundación de Santiago. Cuando se construyó el cabildo de Santiago, su función era supervisar todo el territorio. Más tarde, con la creación de las ciudades de La Serena y Concepción y la creación de sus respectivos cabildos, su alcance territorial se redujo.
Al inicio del proceso de independencia en 1810, existían dos intendencias en la Capitanía General de Chile, Santiago y Concepción. El primer Congreso Nacional creó el 23 de septiembre de 1811 la Intendencia de Coquimbo, con capital en La Serena. Por Ley de 30 de agosto de 1826, se crearon ocho provincias en el país, siendo la provincia de Santiago una de ellas, pero no fue hasta 1975-80 que se creó la Región Metropolitana de Santiago.

## Geografía

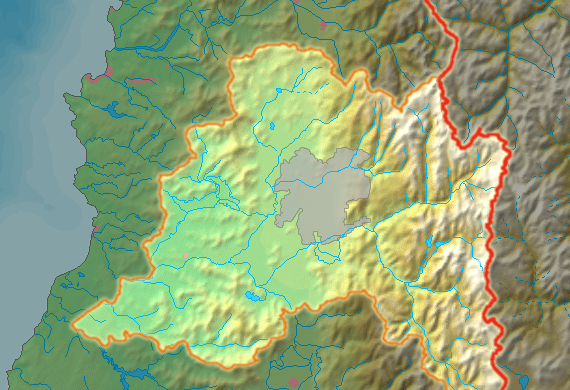
Mapa físico de la Región Metropolitana.

La Región Metropolitana de Santiago presenta cinco rasgos de relieve: la cordillera de los Andes, la depresión intermedia, la cordillera de la Costa, la precordillera andina, y los lomajes al oeste.
| Noroeste: Región de Valparaíso | Norte: Región de Valparaíso | Nordeste: Argentina |
| Oeste: Región de Valparaíso    |                             | Este: Argentina     |
| Suroeste: Región de O'Higgins  | Sur: Región de O'Higgins    | Sureste: Argentina  |

### La cordillera de los Andes

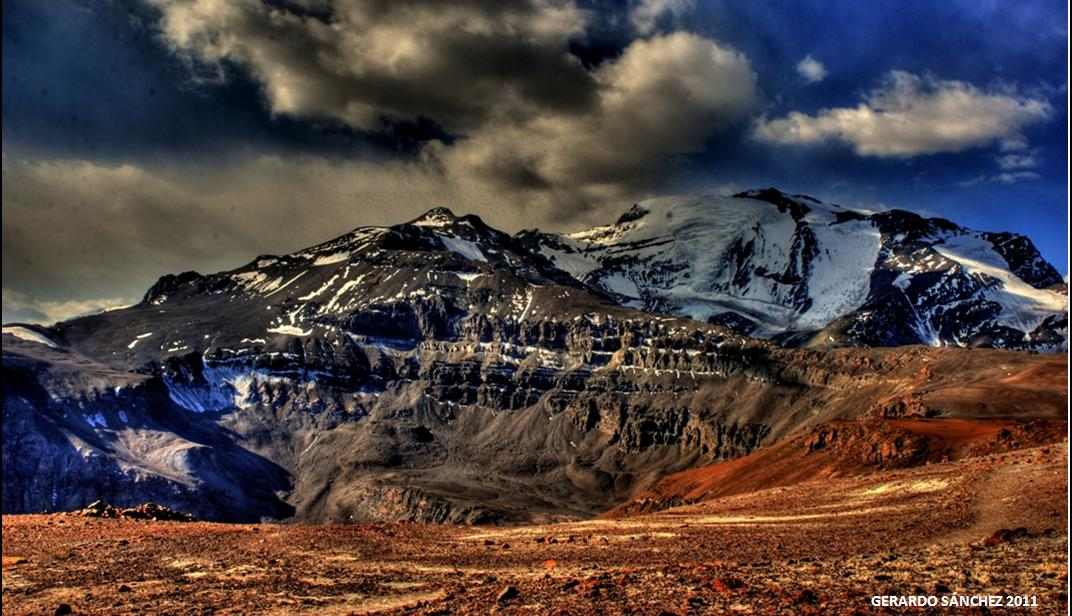
Cerro El Plomo.

Al este de la región, esta cordillera se presenta como una geoforma alta y maciza. Este sector del cordón andino presenta grandes alturas, muchas de las cuales sobrepasan los 5000 m s. n. m., como lo son el cerro Tupungato (6570 m s. n. m.), cerro Marmolejo (6108 m s. n. m.), Nevados del Plomo (5424 m s. n. m.), Nevado de Los Piuquenes (6017 m s. n. m.), volcán San José (5856 m s. n. m.) todos ellos ubicados en el límite con Argentina. De esta alta cordillera provienen los materiales que rellenaron los valles andinos y, en gran medida, la depresión intermedia, tanto por las cenizas de los volcanes Maipo, Tupungato y San José, como por los productos de la erosión glacial, fluvial y aluvial que han sufrido los relieves andinos. Este cordón montañoso emite algunos contrafuertes que penetran con fuerza en el llano intermedio, como es el caso de las estribaciones del cerro Manquehue, que terminan en el cerro San Cristóbal, casi en el centro de la ciudad de Santiago.

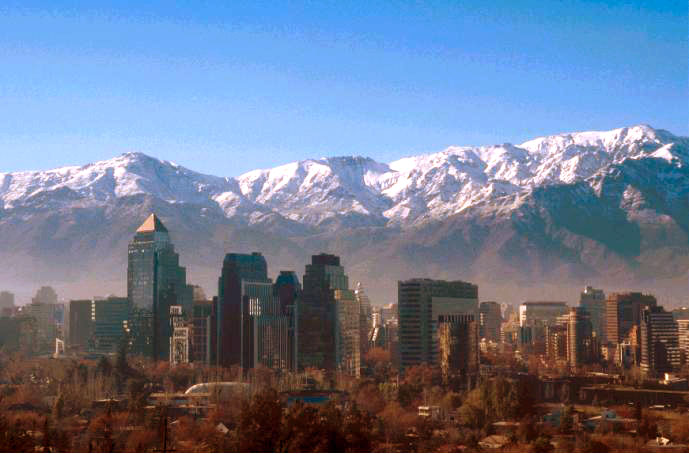
Vista de la cordillera de los Andes.

Al sur de la cuenca de la Región Metropolitana de Santiago, el valle central está cerrado en la zona de Angostura de Paine por otra estribación cordillerana, que en la práctica se une con los cerros de Paine, provenientes de la cordillera de la Costa.

### La Depresión Intermedia

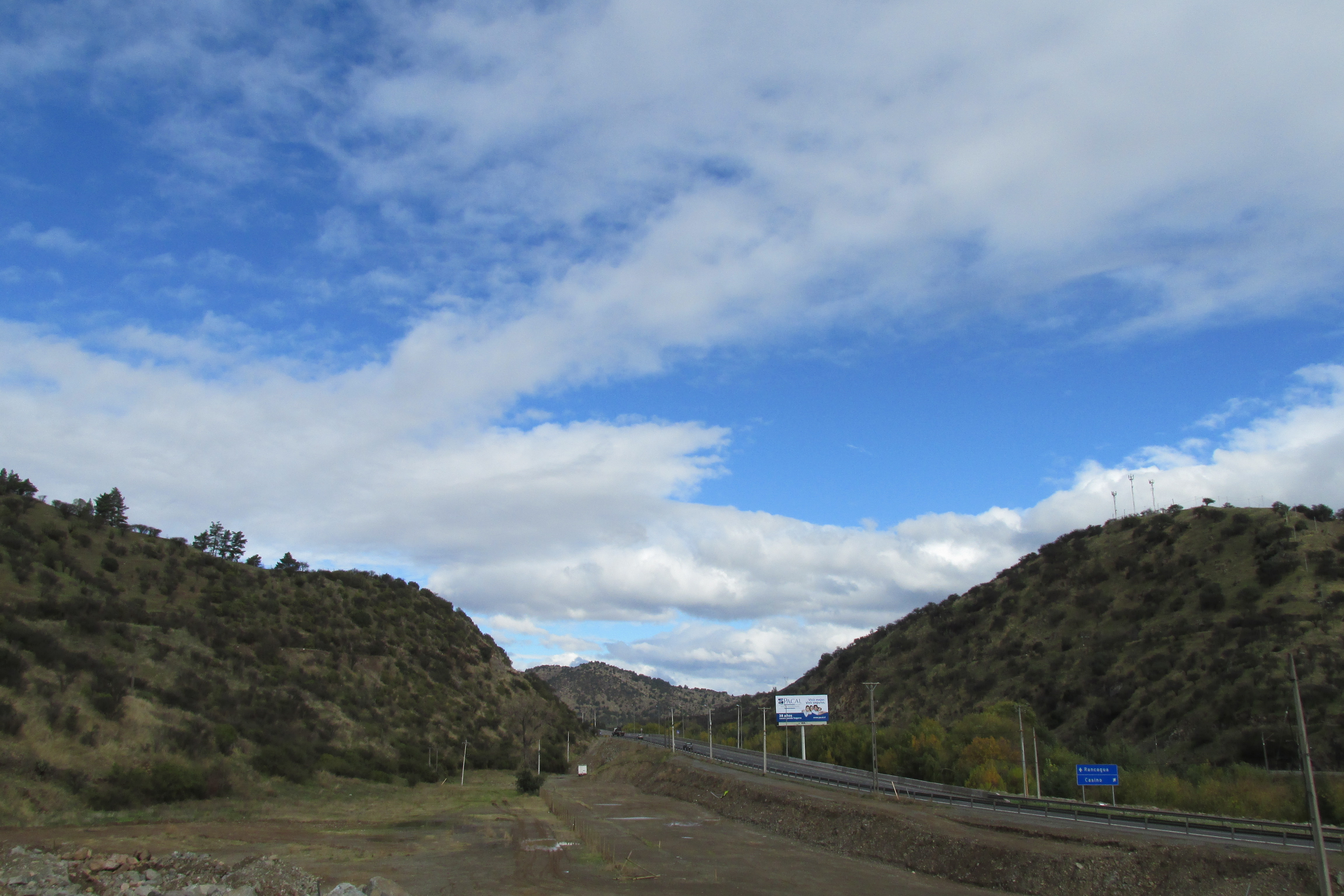
Ruta 5 a la altura de la Angostura de Paine, límite sur de la Cuenca de Santiago.

Al sur del cordón Chacabuco, que corresponde al límite meridional del último valle transversal (esto es, el del Aconcagua), comienza la depresión intermedia, que se mantiene hasta Puerto Montt, para hundirse allí y formar el archipiélago de Chiloé.
La depresión intermedia presenta rasgos de relieve que determinan una serie de cuencas. La más septentrional de ellas corresponde a la del río Maipo, que ha sido modelada por el depósito de sedimentos glaciales, aluviales y fluviales, y por potentes capas de cenizas provenientes sobre todo de las erupciones del volcán Maipo, ubicado en el límite con Argentina. En ciertos sectores estas alcanzan los 20 m de espesor. Como cerros islas emergen las cumbres más prominentes de antiguos cordones montañosos preexistentes, como los cerros Santa Lucía, Blanco y Renca, hoy insertos en la capital.

### La cordillera de la Costa

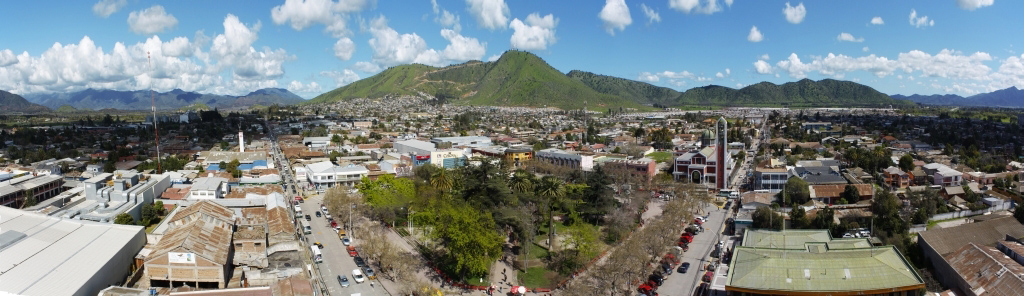
Vista de Melipilla, con la cordillera de la Costa de fondo.

Este accidente geográfico, que solo presentaba algunas serranías aisladas en la Región de Coquimbo, de nuevo adquiere continuidad y algunas alturas sobrepasan los 2 000 m s. n. m. Hacia el sur, este cordón montañoso comienza a ser menos importante; va perdiendo altura y sus cumbres nunca más pasarán de los 2 000 m s. n. m. Los puntos más altos de la cordillera de la Costa en la Región Metropolitana son el macizo de Cantillana, donde destaca el cerro Cantillana, con 2 281 m s. n. m., y el cerro El Roble, con 2 222 m s. n. m., ubicado en el límite con la Región de Valparaíso, en la localidad de Caleu.

### Flora y fauna

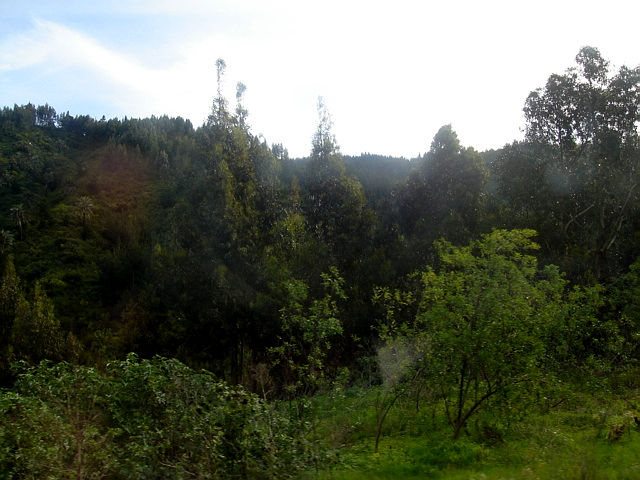
Entorno forestal.

La Región Metropolitana de Santiago es una de las más alteradas del país. La Depresión intermedia ha sido muy modificada por la acción del hombre, quien ha destinado esos terrenos a cultivos de riego o a empastadas para ganado, con lo que el paisaje florido de movimiento original ha desaparecido, transformándose en un paisaje agrícola y ganadero. No obstante, en los faldeos australes del cordón de Chacabuco y en las laderas se han mantenido condiciones que, aunque modificadas por la acción del hombre, recuerdan lo que fue el paisaje original de la región. En las laderas y partes altas de la cordillera de los Andes continúan sin grandes variaciones las formaciones que ya venían de la Tercera Región y Cuarta Región, aun cuando en la zona central, en especial en las cercanías de Santiago, presentan un grave deterioro.
En lo relativo a la fauna, esta tiende a ser más escasa que en otras regiones, debido sobre todo a las modificaciones del entorno y al exceso de población. Otra característica relevante es el gran número de especies introducidas, muchas de las cuales son consideradas plagas, como es el caso del conejo (Oryctolagus cuniculus), liebre (Lepus capensis) y el caso extraordinario del guarén (Rattus norvegicus), traído desde Europa; codorniz (Callipepla californica) y avispa chaqueta amarilla (Vespula germanica), entre otras. Desde la vertiente sur de cordón Chacabuco hasta los valles situados al norte de Santiago predomina un bosque espinoso ralo. Esta formación está dominada por arbustos altos y árboles, distribuidos en forma abierta, con un denso estrato de plantas herbáceas. La especie leñosa dominante es el espino (Acacia caven). Como especies acompañantes se mencionan el algarrobo (Prosopis chilensis), el sauce (Salix chilensis), etcétera.

#### Áreas protegidas
| Tipo                       | Nombre                                                           | Superficie |
| Parque Nacional            | Río Clarillo                                                     | 13 085 ha  |
| Parque Nacional            | Glaciares de Santiago                                            | 75 114 ha  |
| Reserva Nacional           | Roblería del Cobre de Loncha                                     | 5 870 ha   |
| Santuario de la Naturaleza | Cascada de las Ánimas                                            | 3 600 ha   |
| Santuario de la Naturaleza | Quebrada de la Plata                                             | 1 110 ha   |
| Santuario de la Naturaleza | El Ajial                                                         | 2 134 ha   |
| Santuario de la Naturaleza | Altos de Cantillana, Horcón de Piedra y Roblería Cajón de Lisboa | 2 743 ha   |
| Santuario de la Naturaleza | Torcazas de Pirque                                               | 827 ha     |
| Santuario de la Naturaleza | El Arrayán                                                       | 21 125 ha  |
| Santuario de la Naturaleza | Yerba Loca                                                       | 39 000 ha  |
| Parque Natural             | Aguas de Ramón                                                   | 3 620 ha   |
| Parque Natural             | Quebrada de Macul                                                | 490 ha     |
| Parque Natural             | Puente Ñilhue                                                    |            |
| Monumento Natural          | El Morado                                                        | 3009 ha    |

### Clima

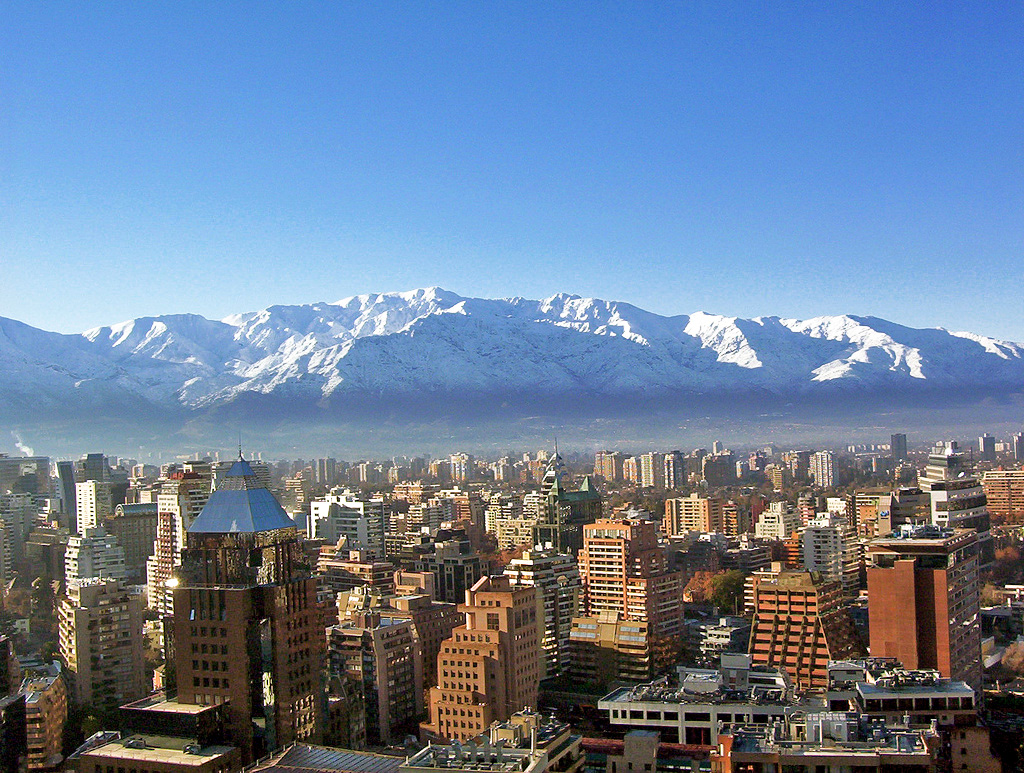
Invierno en Santiago.

El clima de la Región Metropolitana de Santiago es mediterráneo continentalizado (Csa), con veranos secos y calurosos, e inviernos lluviosos y frescos. Las precipitaciones se concentran en los meses de invierno; estas tienden a ser en forma de nieve sobre los 2 000 m s. n. m.

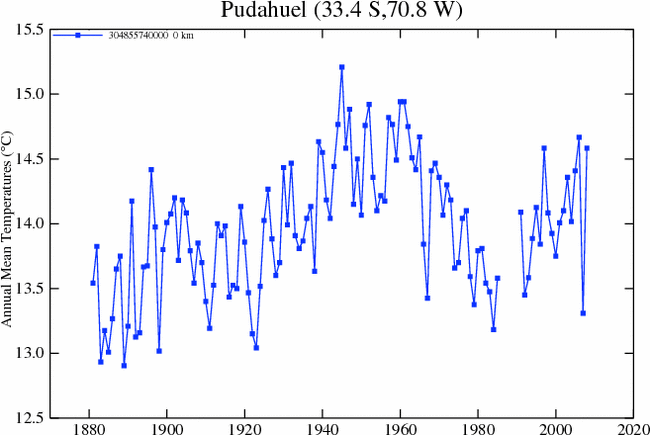
Temperaturas del aire, en casilla, entre 1903 y 2007, en NASA.

Los meses de verano suelen ser sumamente secos y calurosos. La Cordillera de la Costa actúa como biombo climático y se opone a la propagación de la influencia marina, lo que exagera el grado de continentalidad del clima. Esta situación queda de manifiesto si se comparan las precipitaciones promedio de una localidad costera como Valparaíso (90 mm) con la de Santiago (60 mm). Las precipitaciones medias anuales alcanzan en promedio los 67 mm. La temperatura media anual llega a los 20,5 °C, con una media máxima de 28 °C y una media mínima de 13 °C.
Por sobre los 2000 m s. n. m. las condiciones son más extremas, siendo frecuentes las temperaturas bajo los 5 °C. Estas características, unidas a la precipitación nival, generan condiciones óptimas para el desarrollo de deportes de nieve, existiendo en la región varios centros de esquí. En el valle longitudinal, la presencia de buenas tierras asocidas a un clima fresco y a buenas disponibilidades de agua de riego, posibilitan el desarrollo de una activa agricultura, orientada a la producción de hortalizas y frutales, y de actividades pecuarias basadas en el ganado bovino.

## Demografía
La Región Metropolitana de Santiago posee una superficie que bordea los 15 403,2 km², y según el censo de población de 2024 registró un total de 7 400 741 habitantes, lo que implica una densidad promedio de 480,47 habitantes por km². Se estima una media de crecimiento de 0,9 persona por cada 100 habitantes. Con mucho es la región más densamente poblada del país, aglomerando alrededor del 35 % de la población total chilena.
Desde su fundación, el 12 de febrero de 1541, Santiago ha tenido un crecimiento sostenido desde las 150 personas que llegaron con Pedro de Valdivia hasta la fecha, al principio con una tasa de crecimiento alta, con un 2,68 % anual hasta los primeros años del siglo XVII. Con posterioridad, este crecimiento demográfico se estancó en cifras menores a un 2 %, hasta fines del siglo XIX. A partir de las últimas décadas del siglo XIX, Santiago comienza a crecer en forma acelerada, con una tasa superior al 3 % anual, llegando a un máximo de 4,24 anual entre los años 1952 a 1960. A partir de fines del siglo XX, de nuevo la tasa de crecimiento decrece a menos del 2 %. El incremento poblacional de Santiago, en especial durante el siglo XX, no debe atribuirse solo al crecimiento vegetativo de la población; también se debe a un aumento muy acelerado de la tasa de inmigración desde otros lugares de Chile y desde el extranjero.
Por otra parte, el crecimiento poblacional va asociado a una expansión física de la ciudad y a cambios en la densidad de ocupación del espacio. Así, a 50 años de su fundación, en 1591 Santiago ocupaba 218 ha, con una densidad de 6,8 hab/ha. En 1700, la ciudad se había extendido muy poco, pero la densidad se había incrementado a 66,6 hab/ha. A fines del siglo XVIII, Santiago ya ocupaba 400 ha y la densidad sobrepasaba los 100 hab/ha. A principios del siglo XX la ciudad ya ocupaba casi 4000 ha, y comenzaba el crecimiento de núcleos satélites, como son Puente Alto, San Bernardo por el sur y Maipú por el oeste, los que poco a poco se conurbaron con la ciudad. En menos de 50 años, alrededor de 1950, la superficie urbana superaba las 13 000 ha, y se incrementaba la densidad demográfica en el núcleo central de la misma. El crecimiento urbano continuó en forma acelerada durante los años siguientes, y en 1960 ya cubría unas 20 000 ha. En 1980, la cifra era cercana a las 45 000 ha y en 1990 estaba próxima a 70 000 ha.

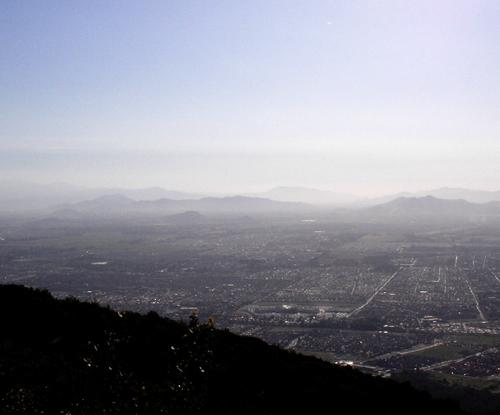
Comuna de Puente Alto, la más poblada del país.
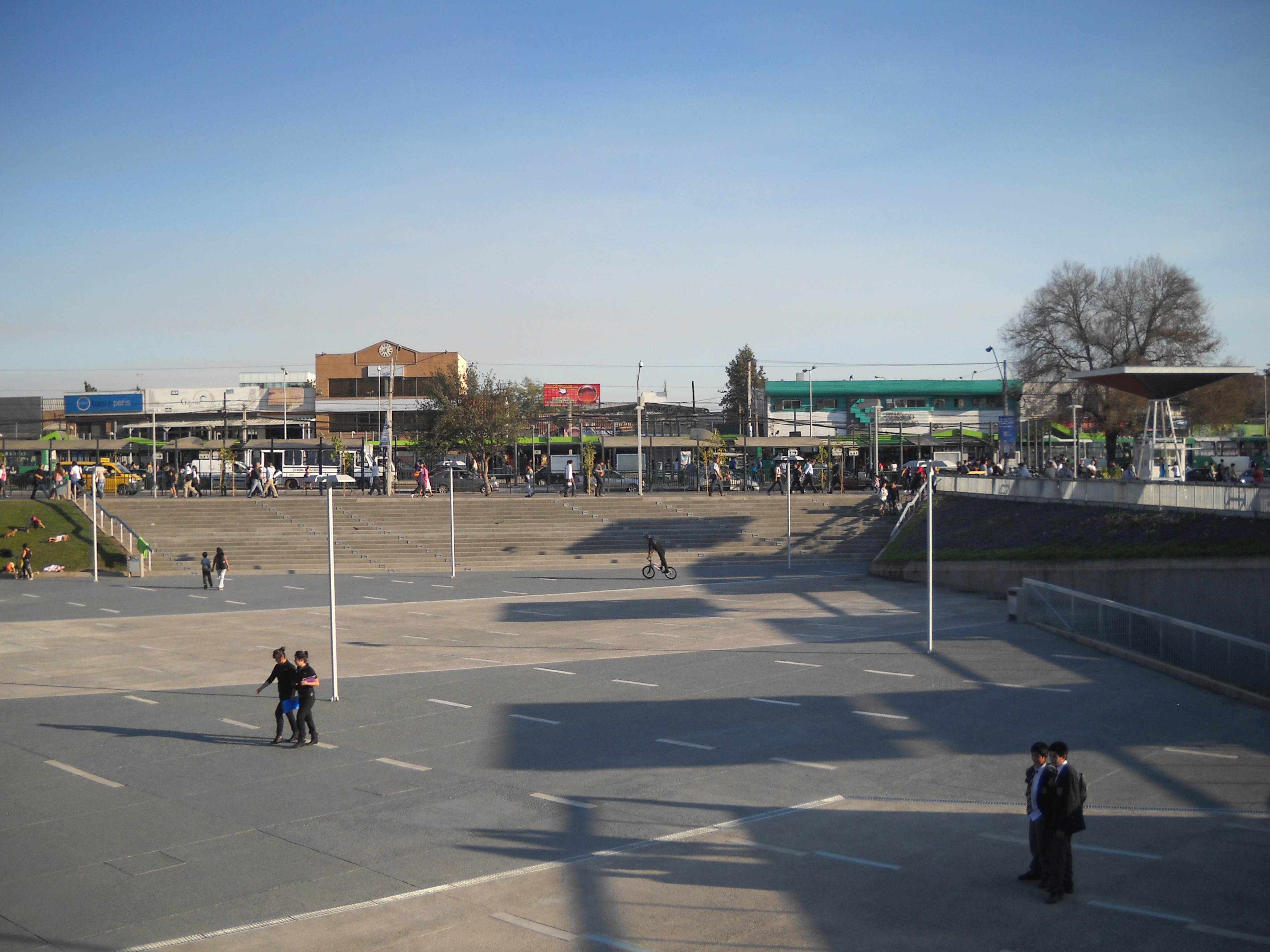
Comuna de Maipú, la más poblada de la Provincia de Santiago, y la segunda más poblada del país.
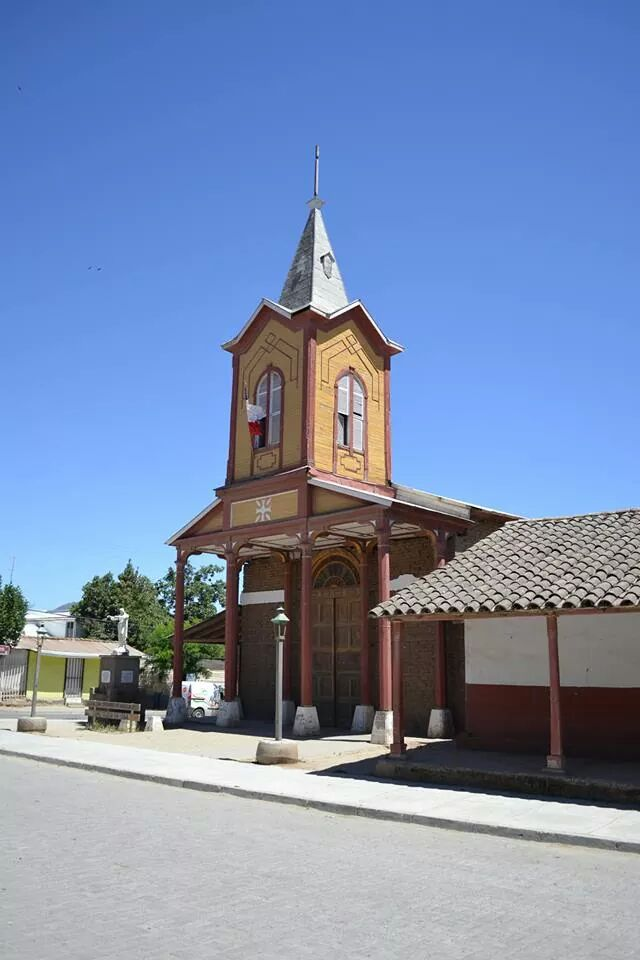
Iglesia de Alhué, la comuna menos poblada de la Región Metropolitana de Santiago.
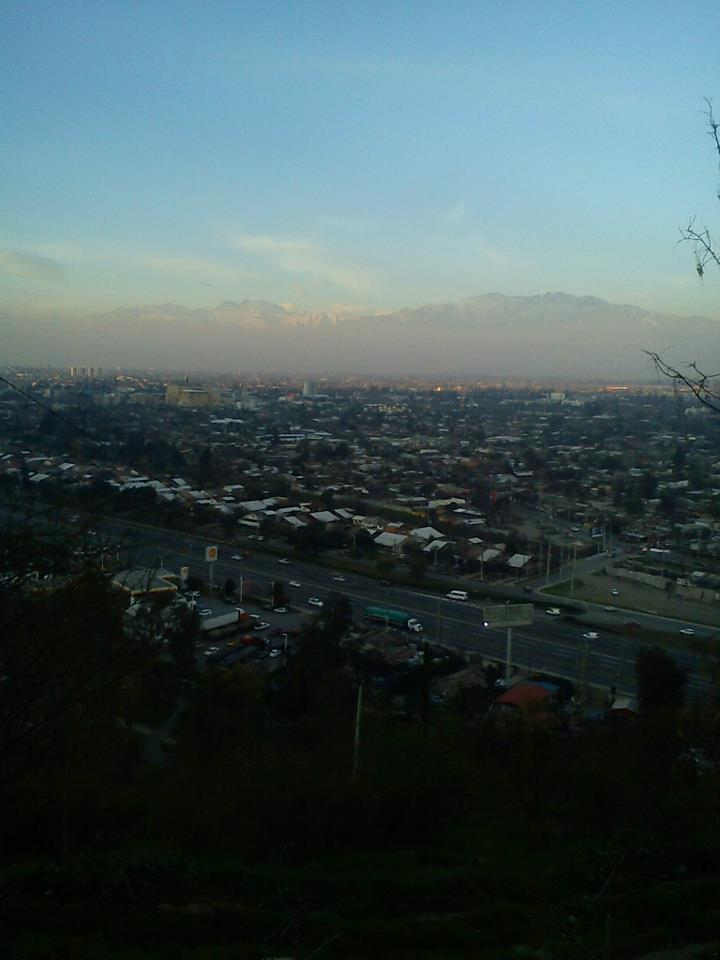
Comuna de San Bernardo, Principal núcleo satélite de la ciudad de Santiago.
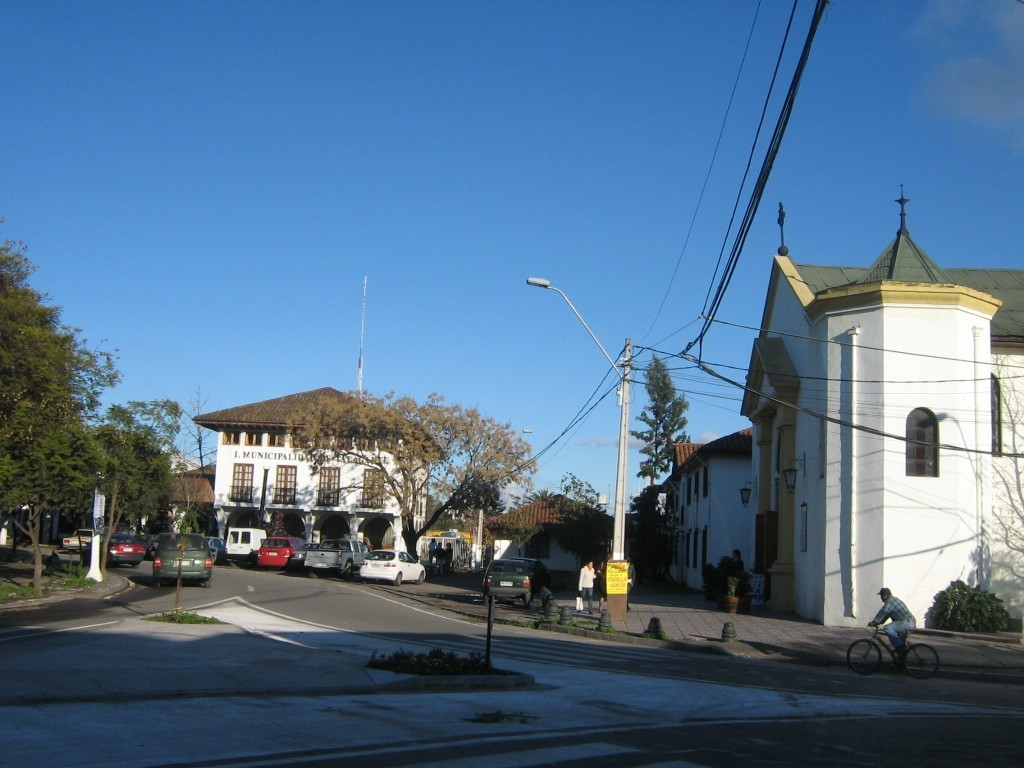
Plaza de Talagante, capital de la provincia del mismo nombre.
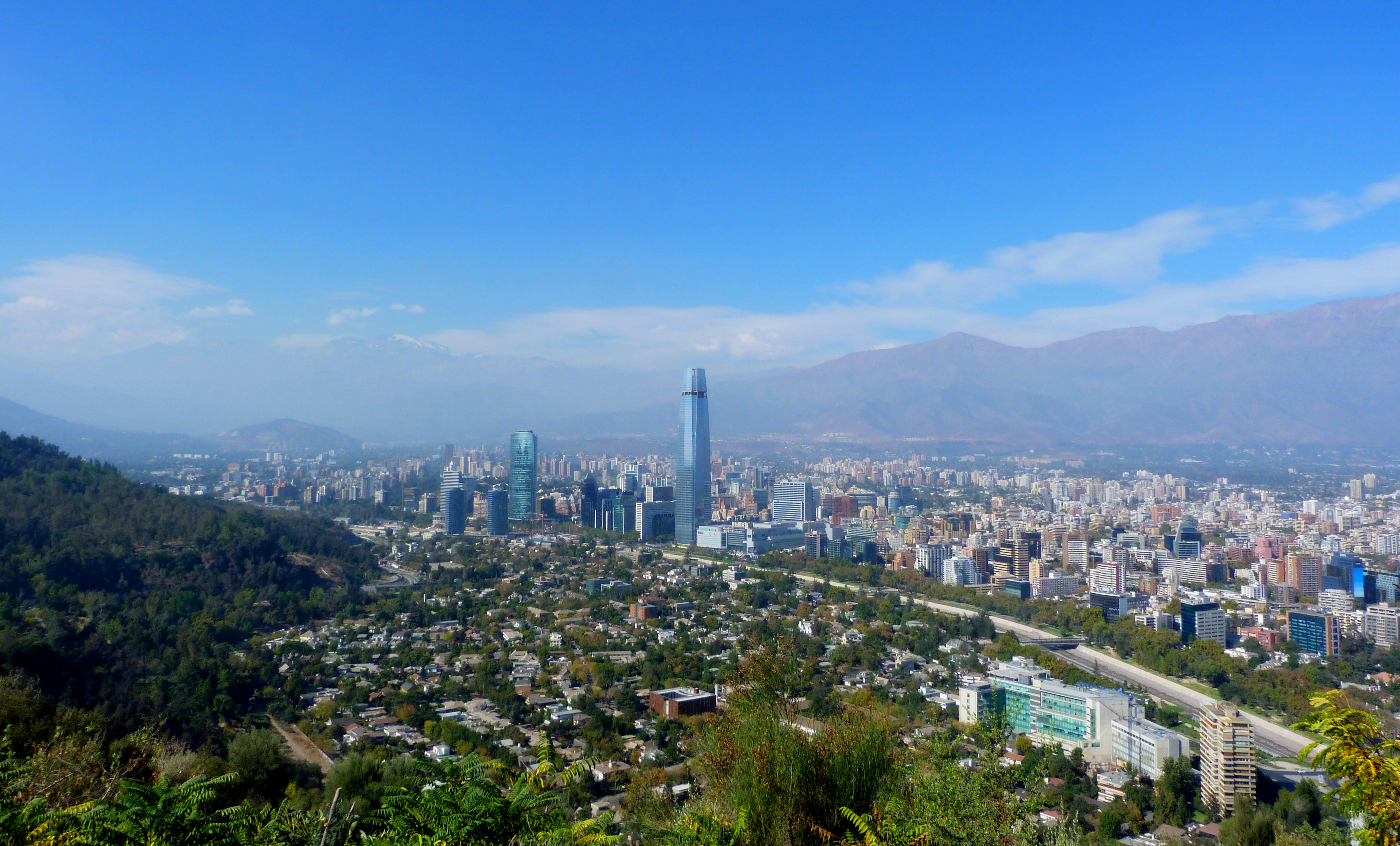
Vista parcial de Santiago.

### Indicadores básicos (serie histórica)
A continuación se presenta la serie histórica de indicadores básicos de la Región Metropolitana de Santiago:
| Año  | Nacimientos | Defunciones | Tasa bruta de natalidad | Tasa bruta de mortalidad | Tasa global de fecundidad |
| ---- | ----------- | ----------- | ----------------------- | ------------------------ | ------------------------- |
| 1997 | 105 544     | 29 205      | 17,9                    | 4,9                      | 2,11                      |
| 1998 | 105 471     | 30 081      | 17,6                    | 5                        | 2,06                      |
| 1999 | 102 389     | 30 812      | 16,8                    | 5                        | 2,01                      |
| 2000 | 102 205     | 29 108      | 16,5                    | 4,7                      | 1,98.5                    |
| 2001 | 100 694     | 30 378      | 16,1                    | 4,9                      | 1,92.5                    |
| 2002 | 96 996      | 30 052      | 15,3                    | 4,7                      | 1,86                      |
| 2003 | 94 728      | 31 158      | 14,8                    | 4,8                      | 1,81                      |
| 2004 | 93 079      | 32 274      | 14,4                    | 5                        | 1,78                      |
| 2005 | 92 773      | 32 046      | 14,2                    | 4,9                      | 1,77                      |
| 2006 | 93 593      | 32 203      | 14,1                    | 4,9                      | 1,80                      |
| 2007 | 97 596      | 35 316      | 14,6                    | 5,3                      | 1,84.5                    |

## Gobierno y administración

### División político-administrativa
La región Metropolitana de Santiago, que tiene por capital a la ciudad de Santiago, para efectos del gobierno y administración interior, se divide en seis provincias.
- Provincia de Chacabuco, capital Colina.
- Provincia de Cordillera, capital Puente Alto.
- Provincia de Maipo, capital San Bernardo.
- Provincia de Melipilla, capital Melipilla.
- Provincia de Santiago, capital Santiago.
- Provincia de Talagante, capital Talagante.

Estas provincias se subdividen en 52 comunas ―Colina, Lampa, Til Til, Pirque, Puente Alto, San José de Maipo, Buin, Calera de Tango, Paine, San Bernardo, Alhué, Curacaví, María Pinto, Melipilla, San Pedro, Cerrillos, Cerro Navia, Conchalí, El Bosque, Estación Central, Huechuraba, Independencia, La Cisterna, La Granja, La Florida, La Pintana, La Reina, Las Condes, Lo Barnechea, Lo Espejo, Lo Prado, Macul, Maipú, Ñuñoa, Pedro Aguirre Cerda, Peñalolén, Providencia, Pudahuel, Quilicura, Quinta Normal, Recoleta, Renca, San Miguel, San Joaquín, San Ramón, Santiago, Vitacura, El Monte, Isla de Maipo, Padre Hurtado, Peñaflor y Talagante―.
| \| Provincia \| Capital \| Comuna \| \| ---------- \| ------------ \| ------------------- \| \| Chacabuco \| Colina \| Colina \| \| Chacabuco \| Colina \| Lampa \| \| Chacabuco \| Colina \| Til Til \| \| Cordillera \| Puente Alto \| Pirque \| \| Cordillera \| Puente Alto \| Puente Alto \| \| Cordillera \| Puente Alto \| San José de Maipo \| \| Maipo \| San Bernardo \| Buin \| \| Maipo \| San Bernardo \| Calera de Tango \| \| Maipo \| San Bernardo \| Paine \| \| Maipo \| San Bernardo \| San Bernardo \| \| Melipilla \| Melipilla \| Alhué \| \| Melipilla \| Melipilla \| Curacaví \| \| Melipilla \| Melipilla \| María Pinto \| \| Melipilla \| Melipilla \| Melipilla \| \| Melipilla \| Melipilla \| San Pedro \| \| Santiago \| Santiago \| Cerrillos \| \| Santiago \| Santiago \| Cerro Navia \| \| Santiago \| Santiago \| Conchalí \| \| Santiago \| Santiago \| El Bosque \| \| Santiago \| Santiago \| Estación Central \| \| Santiago \| Santiago \| Huechuraba \| \| Santiago \| Santiago \| Independencia \| \| Santiago \| Santiago \| La Cisterna \| \| Santiago \| Santiago \| La Granja \| \| Santiago \| Santiago \| La Florida \| \| Santiago \| Santiago \| La Pintana \| \| Santiago \| Santiago \| La Reina \| \| Santiago \| Santiago \| Las Condes \| \| Santiago \| Santiago \| Lo Barnechea \| \| Santiago \| Santiago \| Lo Espejo \| \| Santiago \| Santiago \| Lo Prado \| \| Santiago \| Santiago \| Macul \| \| Santiago \| Santiago \| Maipú \| \| Santiago \| Santiago \| Ñuñoa \| \| Santiago \| Santiago \| Pedro Aguirre Cerda \| \| Santiago \| Santiago \| Peñalolén \| \| Santiago \| Santiago \| Providencia \| \| Santiago \| Santiago \| Pudahuel \| \| Santiago \| Santiago \| Quilicura \| \| Santiago \| Santiago \| Quinta Normal \| \| Santiago \| Santiago \| Recoleta \| \| Santiago \| Santiago \| Renca \| \| Santiago \| Santiago \| San Miguel \| \| Santiago \| Santiago \| San Joaquín \| \| Santiago \| Santiago \| San Ramón \| \| Santiago \| Santiago \| Santiago \| \| Santiago \| Santiago \| Vitacura \| \| Talagante \| Talagante \| El Monte \| \| Talagante \| Talagante \| Isla de Maipo \| \| Talagante \| Talagante \| Padre Hurtado \| \| Talagante \| Talagante \| Peñaflor \| \| Talagante \| Talagante \| Talagante \| | Gran Santiago Colina Lampa Til Til Pirque San José de Maipo Buin Calera de Tango Paine San Bernardo Alhué Curacaví María Pinto Melipilla San Pedro Lo Barnechea Maipú Pudahuel Quilicura El Monte Isla de Maipo Padre Hurtado Peñaflor Talagante Las Condes Puente Alto La Florida Peñalolén |                     |
| \| Provincia \| Capital \| Comuna \| \| ---------- \| ------------ \| ------------------- \| \| Chacabuco \| Colina \| Colina \| \| Chacabuco \| Colina \| Lampa \| \| Chacabuco \| Colina \| Til Til \| \| Cordillera \| Puente Alto \| Pirque \| \| Cordillera \| Puente Alto \| Puente Alto \| \| Cordillera \| Puente Alto \| San José de Maipo \| \| Maipo \| San Bernardo \| Buin \| \| Maipo \| San Bernardo \| Calera de Tango \| \| Maipo \| San Bernardo \| Paine \| \| Maipo \| San Bernardo \| San Bernardo \| \| Melipilla \| Melipilla \| Alhué \| \| Melipilla \| Melipilla \| Curacaví \| \| Melipilla \| Melipilla \| María Pinto \| \| Melipilla \| Melipilla \| Melipilla \| \| Melipilla \| Melipilla \| San Pedro \| \| Santiago \| Santiago \| Cerrillos \| \| Santiago \| Santiago \| Cerro Navia \| \| Santiago \| Santiago \| Conchalí \| \| Santiago \| Santiago \| El Bosque \| \| Santiago \| Santiago \| Estación Central \| \| Santiago \| Santiago \| Huechuraba \| \| Santiago \| Santiago \| Independencia \| \| Santiago \| Santiago \| La Cisterna \| \| Santiago \| Santiago \| La Granja \| \| Santiago \| Santiago \| La Florida \| \| Santiago \| Santiago \| La Pintana \| \| Santiago \| Santiago \| La Reina \| \| Santiago \| Santiago \| Las Condes \| \| Santiago \| Santiago \| Lo Barnechea \| \| Santiago \| Santiago \| Lo Espejo \| \| Santiago \| Santiago \| Lo Prado \| \| Santiago \| Santiago \| Macul \| \| Santiago \| Santiago \| Maipú \| \| Santiago \| Santiago \| Ñuñoa \| \| Santiago \| Santiago \| Pedro Aguirre Cerda \| \| Santiago \| Santiago \| Peñalolén \| \| Santiago \| Santiago \| Providencia \| \| Santiago \| Santiago \| Pudahuel \| \| Santiago \| Santiago \| Quilicura \| \| Santiago \| Santiago \| Quinta Normal \| \| Santiago \| Santiago \| Recoleta \| \| Santiago \| Santiago \| Renca \| \| Santiago \| Santiago \| San Miguel \| \| Santiago \| Santiago \| San Joaquín \| \| Santiago \| Santiago \| San Ramón \| \| Santiago \| Santiago \| Santiago \| \| Santiago \| Santiago \| Vitacura \| \| Talagante \| Talagante \| El Monte \| \| Talagante \| Talagante \| Isla de Maipo \| \| Talagante \| Talagante \| Padre Hurtado \| \| Talagante \| Talagante \| Peñaflor \| \| Talagante \| Talagante \| Talagante \| | Santiago Ñuñoa Providencia La Reina Las Condes Vitacura Lo Barnechea Peñalolén Macul Sn. Joa quín Sn. Mi guel P.A.C. Est. Central Lo Prado Qta. Normal Inde pend encia Recoleta Conchalí Huechuraba Quilicura Renca Cerro Navia Pudahuel Maipú Cerrillos Padre Hurtado La Florida La Granja La Cist erna San Ramón Lo Espejo San Bernardo El Bosque La Pintana Puente Alto San José de Maipo Pirque |                     |
| Provincia | Capital | Comuna              |
| Chacabuco | Colina | Colina              |
| Chacabuco | Colina | Lampa               |
| Chacabuco | Colina | Til Til             |
| Cordillera | Puente Alto | Pirque              |
| Cordillera | Puente Alto | Puente Alto         |
| Cordillera | Puente Alto | San José de Maipo   |
| Maipo | San Bernardo | Buin                |
| Maipo | San Bernardo | Calera de Tango     |
| Maipo | San Bernardo | Paine               |
| Maipo | San Bernardo | San Bernardo        |
| Melipilla | Melipilla | Alhué               |
| Melipilla | Melipilla | Curacaví            |
| Melipilla | Melipilla | María Pinto         |
| Melipilla | Melipilla | Melipilla           |
| Melipilla | Melipilla | San Pedro           |
| Santiago | Santiago | Cerrillos           |
| Santiago | Santiago | Cerro Navia         |
| Santiago | Santiago | Conchalí            |
| Santiago | Santiago | El Bosque           |
| Santiago | Santiago | Estación Central    |
| Santiago | Santiago | Huechuraba          |
| Santiago | Santiago | Independencia       |
| Santiago | Santiago | La Cisterna         |
| Santiago | Santiago | La Granja           |
| Santiago | Santiago | La Florida          |
| Santiago | Santiago | La Pintana          |
| Santiago | Santiago | La Reina            |
| Santiago | Santiago | Las Condes          |
| Santiago | Santiago | Lo Barnechea        |
| Santiago | Santiago | Lo Espejo           |
| Santiago | Santiago | Lo Prado            |
| Santiago | Santiago | Macul               |
| Santiago | Santiago | Maipú               |
| Santiago | Santiago | Ñuñoa               |
| Santiago | Santiago | Pedro Aguirre Cerda |
| Santiago | Santiago | Peñalolén           |
| Santiago | Santiago | Providencia         |
| Santiago | Santiago | Pudahuel            |
| Santiago | Santiago | Quilicura           |
| Santiago | Santiago | Quinta Normal       |
| Santiago | Santiago | Recoleta            |
| Santiago | Santiago | Renca               |
| Santiago | Santiago | San Miguel          |
| Santiago | Santiago | San Joaquín         |
| Santiago | Santiago | San Ramón           |
| Santiago | Santiago | Santiago            |
| Santiago | Santiago | Vitacura            |
| Talagante | Talagante | El Monte            |
| Talagante | Talagante | Isla de Maipo       |
| Talagante | Talagante | Padre Hurtado       |
| Talagante | Talagante | Peñaflor            |
| Talagante | Talagante | Talagante           |

### Autoridades

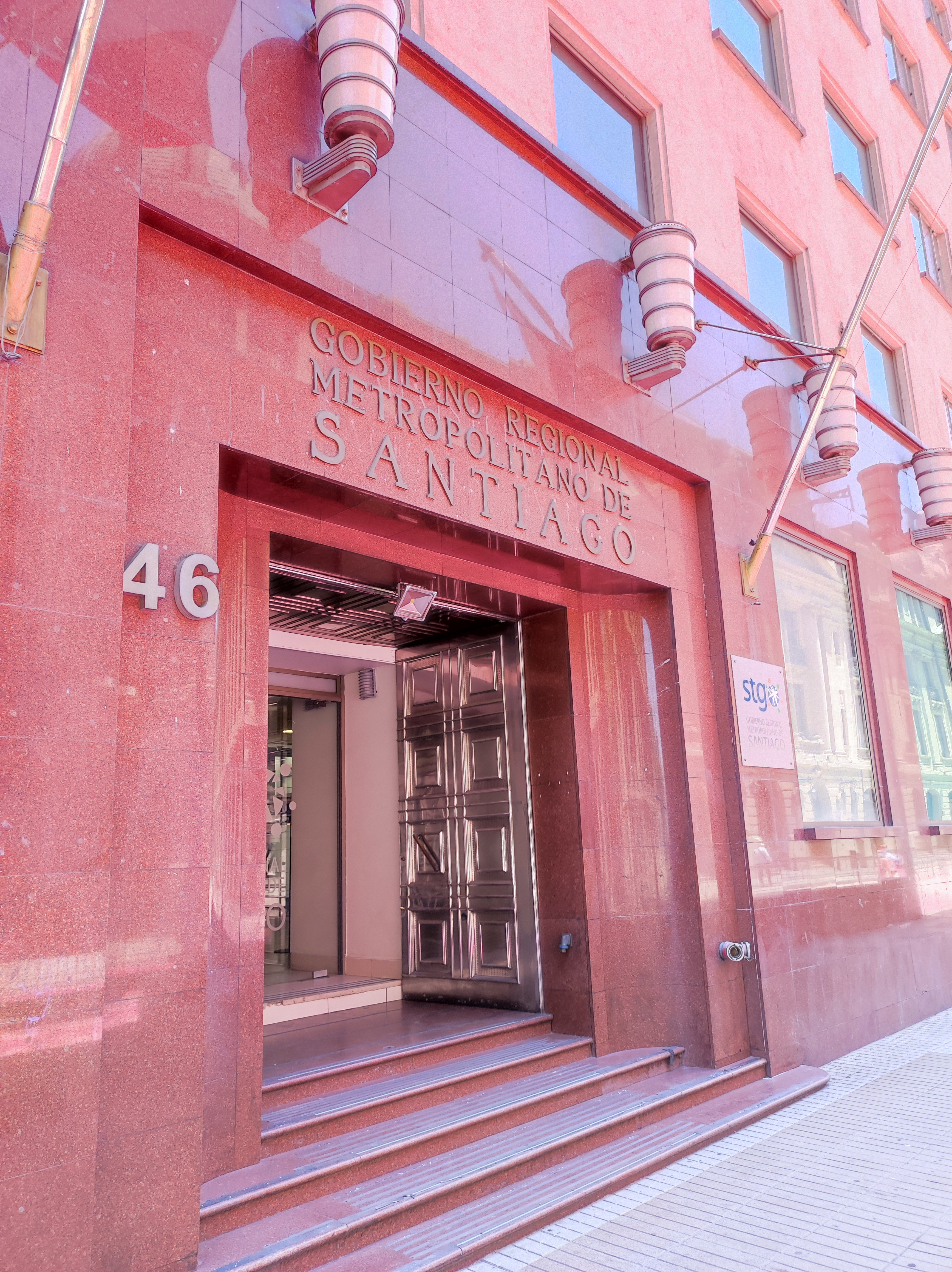
Edificio del Gobierno Regional Metropolitano de Santiago

La administración de la región del poder ejecutivo radica en el Gobierno Regional Metropolitano de Santiago, constituido por el Gobernador Metropolitano de Santiago y por el Consejo Regional, ambos electos por voto popular, además de contar con la presencia del Delegado presidencial de la Región Metropolitana de Santiago designado por el presidente de la República.
Para las provincias que componen la región, con la excepción de la Provincia de Santiago, hay un Delegado Presidencial Provincial designado por el presidente de la República. Estos serían el Delegado Presidencial Provincial de Maipo, el Delegado Presidencial Provincial de Cordillera, el Delegado Presidencial Provincial de Talagante, el Delegado Presidencial Provincial de Melipilla como el Delegado Presidencial Provincial de Chacabuco, representantes del gobierno central del país.
Para los efectos de la administración local, las provincias están divididas a su vez en 52 comunas ―Colina, Lampa, Til Til, Pirque, Puente Alto, San José de Maipo, Buin, Calera de Tango, Paine, San Bernardo, Alhué, Curacaví, María Pinto, Melipilla, San Pedro, Cerrillos, Cerro Navia, Conchalí, El Bosque, Estación Central, Huechuraba, Independencia, La Cisterna, La Granja, La Florida, La Pintana, La Reina, Las Condes, Lo Barnechea, Lo Espejo, Lo Prado, Macul, Maipú, Ñuñoa, Pedro Aguirre Cerda, Peñalolén, Providencia, Pudahuel, Quilicura, Quinta Normal, Recoleta, Renca, San Miguel, San Joaquín, San Ramón, Santiago, Vitacura, El Monte, Isla de Maipo, Padre Hurtado, Peñaflor y Talagante― en total regidas por su respectiva municipalidad a través de su alcaldes y concejales, electos por voto popular.
El poder legislativo se encuentra representado y dividido territorialmente a través de la 7.º circunscripción senatorial del Senado de Chile, que representa a toda la región y está constituido por cinco senadores. Para la Cámara de Diputadas y Diputados, las comunas son agrupadas en distritos, estos son: el 8.º distrito electoral -compuesto por ocho diputados-, 9.º distrito electoral-compuesto por siete diputados-, 10.º distrito electoral -compuesto por ocho diputados-, 11.º distrito electoral -compuesto por seis diputados-, 12.º distrito electoral -compuesto por siete diputados-, 13.º distrito electoral -compuesto por cinco diputados- y 14.º distrito electoral -compuesto por seis diputados-.

#### Gobernador Regional
- Claudio Orrego Larraín (Ind.)

#### Delegado Presidencial Regional
- Gonzalo Durán Baronti (FA)

#### Delegado Presidencial Provincial
- Chacabuco: Andrés Hidalgo Leiva (FA)
- Cordillera: Osvaldo Maldonado Pinto (PCCh)
- Maipo: Mauricio Orrego Saavedra (PS)
- Melipilla: Bastian Alarcón Atenas (Ind.)
- Talagante: Stephanie Duarte Moreno (FA)

#### Alcaldes
| Comuna           | Alcalde                        | Partido | Comuna              | Alcalde                      | Partido  |
| ---------------- | ------------------------------ | ------- | ------------------- | ---------------------------- | -------- |
| Alhué            | Marcela Chamorro Macías        | Ind-PDC | María Pinto         | Jessica Mualim Fajuri        | RN       |
| Buin             | Miguel Araya Lobos             | UDI     | Melipilla           | Paula Gárate Rojas           | UDI      |
| Calera de Tango  | Hortensia Mora Catalán         | UDI     | Ñuñoa               | Sebastián Sichel Ramírez     | Ind-UDI  |
| Cerrillos        | Johnny Yáñez Díaz              | Ind.    | Padre Hurtado       | Felipe Muñoz Heredia         | PS       |
| Cerro Navia      | Mauro Tamayo Rozas             | Ind.    | Paine               | Rodrigo Contreras Gutiérrez  | UDI      |
| Colina           | Isabel Valenzuela Ahumada      | UDI     | Pedro Aguirre Cerda | Luis Astudillo Peiretti      | Ind-PS   |
| Conchalí         | René de la Vega Fuentes        | Ind.    | Peñaflor            | Rodrigo Cornejo Inostroza    | UDI      |
| Curacaví         | Christian Hernández Villanueva | Ind.    | Peñalolén           | Miguel Concha Manso          | FA       |
| El Bosque        | Manuel Zúñiga Aguilar          | PS      | Pirque              | Jaime Escudero Ramos         | Ind-PPD  |
| El Monte         | Zandra Maulen Jofré            | Ind-PPD | Providencia         | Jaime Bellolio Avaria        | UDI      |
| Estación Central | Felipe Muñoz Vallejos          | Ind-FA  | Pudahuel            | Ítalo Bravo Lizana           | Ind-PC   |
| Huechuraba       | Maximiliano Luksic Lederer     | Ind-UDI | Puente Alto         | Matías Toledo Herrera        | Ind.     |
| Independencia    | Agustín Iglesias Muñoz         | Ind-UDI | Quilicura           | Paulina Bobadilla Navarrete  | Ind-FA   |
| Isla de Maipo    | Juan Pablo Olave Cambara       | Ind-UDI | Quinta Normal       | Karina Delfino Mussa         | PS       |
| La Cisterna      | Joel Olmos Espinoza            | AH      | Recoleta            | Fares Jadue Leiva            | PCCh     |
| La Florida       | Daniel Reyes Morales           | Ind-UDI | Renca               | Claudio Castro Salas         | Ind.     |
| La Granja        | Claudio Arriagada Macaya       | Ind.    | San Bernardo        | Christopher White Bahamondes | PS       |
| La Pintana       | Claudia Pizarro Peña           | PDC     | San Joaquín         | Cristóbal Labra Bassa        | Ind.     |
| La Reina         | José Manuel Palacios Parra     | UDI     | San José de Maipo   | Roberto Pérez Catalán        | PR       |
| Lampa            | Jonathan Opazo Carrasco        | Ind-PL  | San Miguel          | Carol Bown Sepúlveda         | UDI      |
| Las Condes       | Catalina San Martín Cavada     | Ind.    | San Pedro           | Manuel Devia Vilches         | UDI      |
| Lo Barnechea     | Felipe Alessandri Vergara      | RN      | San Ramón           | Gustavo Toro Quintana        | DC       |
| Lo Espejo        | Javiera Reyes Jara             | PC      | Santiago            | Mario Desbordes Jiménez      | RN       |
| Lo Prado         | Maximiliano Ríos Galleguillos  | PPD     | Talagante           | Sebastián Rosas Guerrero     | Ind-PS   |
| Macul            | Eduardo Espinoza Gaete         | PRCh    | Tiltil              | César Mena Retamal           | Ind-PRCh |
| Maipú            | Tomás Vodanovic Escudero       | FA      | Vitacura            | Camila Merino Catalán        | EVOP     |

#### Parlamentarios

##### Senadores
| Circunscripción | Senadores | Partido               |
| --------------- | --- | --------------------- |
| 7               | Fabiola Campillai Rojas Manuel José Ossandón Irarrázaval Rojo Edwards Silva Luciano Cruz-Coke Carvallo Claudia Pascual Grau | Ind. RN PSC EVOP PCCh |

##### Diputados
| Distrito | Diputados | Partido                                | Distrito | Diputados | Partido                               |
| -------- | --- | -------------------------------------- | -------- | --- | ------------------------------------- |
| 8        | Carmen Hertz Cádiz Joaquín Lavín León Claudia Mix Jiménez Viviana Delgado Riquelme Agustín Romero Leiva Alberto Undurraga Vicuña Cristián Labbé Martínez Rubén Oyarzo Figueroa                                       | PCCh Ind-UDI FA Ind-PL PRCh PDC PNL PR | 12       | Ximena Ossandón Irarrázaval Pamela Jiles Moreno Álvaro Carter Fernández Ana María Gazmuri Vieira Daniela Serrano Salazar Mónica Arce Castro Hernán Palma Pérez | RN Ind. Ind-PRCh AH PCCh Ind-PDC FRVS |
| 9        | Karol Cariola Oliva Jorge Durán Espinoza Maite Orsini Pascal José Carlos Meza Pereira Érika Olivera de la Fuente Boris Barrera Moreno Andrés Giordano Salazar                                                        | PCCh RN FA PRCh DEM PCCh FA            | 13       | Gael Yeomans Araya Lorena Pizarro Sierra Eduardo Durán Salinas Cristhian Moreira Barros Daniel Melo Contreras                                                  | FA PCCh RN UDI PS                     |
| 10       | Gonzalo Winter Etcheberry Jorge Alessandri Vergara Johannes Kaiser Barents-Von Hohenhagen Emilia Schneider Videla María Luisa Cordero Velásquez Helia Molina Milman Alejandra Placencia Cabello Lorena Fries Monleon | FA UDI PNL FA Ind-RN PPD PCCh FA       | 14       | Raúl Leiva Carvajal Marisela Santibáñez Novoa Juan Antonio Coloma Álamos Leonardo Soto Ferrada Juan Irarrázaval Rossel Camila Musante Müller                   | PS Ind. UDI PS PRCh Ind-PPD           |
| 11       | Gonzalo de la Carrera Correa Francisco Undurraga Gazitúa Guillermo Ramírez Diez Catalina del Real Mihovilovich Tomás Hirsch Goldschmidt Cristián Araya Lerdo de Tejada                                               | PNL EVOP UDI PRCh AH PRCh              |          | |                                       |

#### Secretarías regionales ministeriales
| Hacienda                            | Sin Secretaría Regional       | Sin Secretaría Regional |
| Seguridad Pública                   | Alejandro Jiménez Mardones    |                         |
| Gobierno                            | Sin Secretaría Regional       | Sin Secretaría Regional |
| Economía, Fomento y Turismoa        | Cristian Rodríguez Binfa      | FA                      |
| Desarrollo Social y Familia         | Lorena Estivales Arratia      | FA                      |
| Educación                           | Raquel Solar Sánchez          | Ind.                    |
| Justicia y Derechos Humanos         | Jaime Fuentes Purrán          | FA                      |
| Trabajo y Previsión Social          | Marco Canales Huenchuan       | PCCh                    |
| Obras Públicas                      | Robinson Valdebenito Espinoza | PS                      |
| Salud                               | Gonzalo Soto Brandt           | FA                      |
| Vivienda y Urbanismo                | Carolina Casanova Romero      | Ind.                    |
| Bienes Nacionales                   | Andrés Hidalgo Leiva          | FA                      |
| Agricultura                         | Monserrat Candia Rocha        | PEV                     |
| Minería                             | Carlos Hunt Recabarren        | AH                      |
| Transporte y Telecomunicaciones     | Rodrigo Valladares Marchant   | PS                      |
| Energía                             | Iván Morán                    | PL                      |
| Medio Ambiente                      | Sonia Reyes Paecke            | FA                      |
| Deporte                             | Sin Secretaría Regional       | Sin Secretaría Regional |
| Mujer y Equidad de Género           | Ana Martínez Camorro          | FA                      |
| Culturas, las Artes y el Patrimonio | Ana Mora Peña                 | FA                      |

## Economía
En 2021, la cantidad de empresas registradas en la región Metropolitana de Santiago fue de 602 095. El Índice de Complejidad Económica (ECI) en el año 2018 fue de 3,22, mientras que las actividades económicas con mayor índice de Ventaja Comparativa Revelada (RCA) fueron Fabricación de Plumas y Lápices y Artículos de Escritorio (1,44), Administradoras de Fondos para la Vivienda (1,44) y Conservador de Bienes Raíces (1,44).

## Relaciones internacionales
La Región Metropolitana de Santiago es sede de una serie de instituciones de relaciones internacionales, tales como la Unidad Regional de Asuntos Internacionales (URAI) del Gobierno Regional Metropolitano de Santiago, encargada del análisis y gestión de las relaciones bilaterales y multilaterales de la Región Metropolitana con América Latina y el resto del mundo, la Comisión de Cooperación Internacional del Consejo Regional Metropolitano de Santiago, el Ministerio de Relaciones Exteriores de Chile en Santiago, Servicio Nacional de Migraciones en Santiago y La Florida, Jefatura Nacional de Migraciones y Policía Internacional de la Policía de Investigaciones en Santiago y Pudahuel, la Dirección General de Promoción de Exportaciones en Santiago, la Agencia Chilena de Cooperación Internacional para el Desarrollo en Santiago, la Unidad de Relaciones Internacionales de la Municipalidad de Peñalolén, y oficinas municipales de migración en 36 comunas de la Región Metropolitana de Santiago.

### Internacionalización en educación superior
En materia de relaciones internacionales y educación superior, los principales actores dentro de la Región Metropolitana de Santiago son la Vicerrectoría de Asuntos Internacionales de la Pontificia Universidad Católica de Chile, la Dirección de Relaciones Internacionales de la Universidad de Chile, el Departamento de Relaciones Internacionales e Interuniversitarias de la Universidad de Santiago de Chile, la Dirección de Relaciones Internacionales de la Universidad Adolfo Ibáñez,la Vicerrectoría de Asuntos Internacionales de la Universidad Andrés Bello, la Dirección de Globalización de la Universidad del Desarrollo, y la Dirección General de Relaciones Internacionales de la Universidad Diego Portales. Santiago cuenta con instituciones universitarias de investigación y formación en Relaciones Internacionales, tales como el Instituto de Estudios Internacionales de la Universidad de Chile, y el Instituto de Estudios Avanzados de la Universidad de Santiago de Chile.

### Organizaciones internacionales

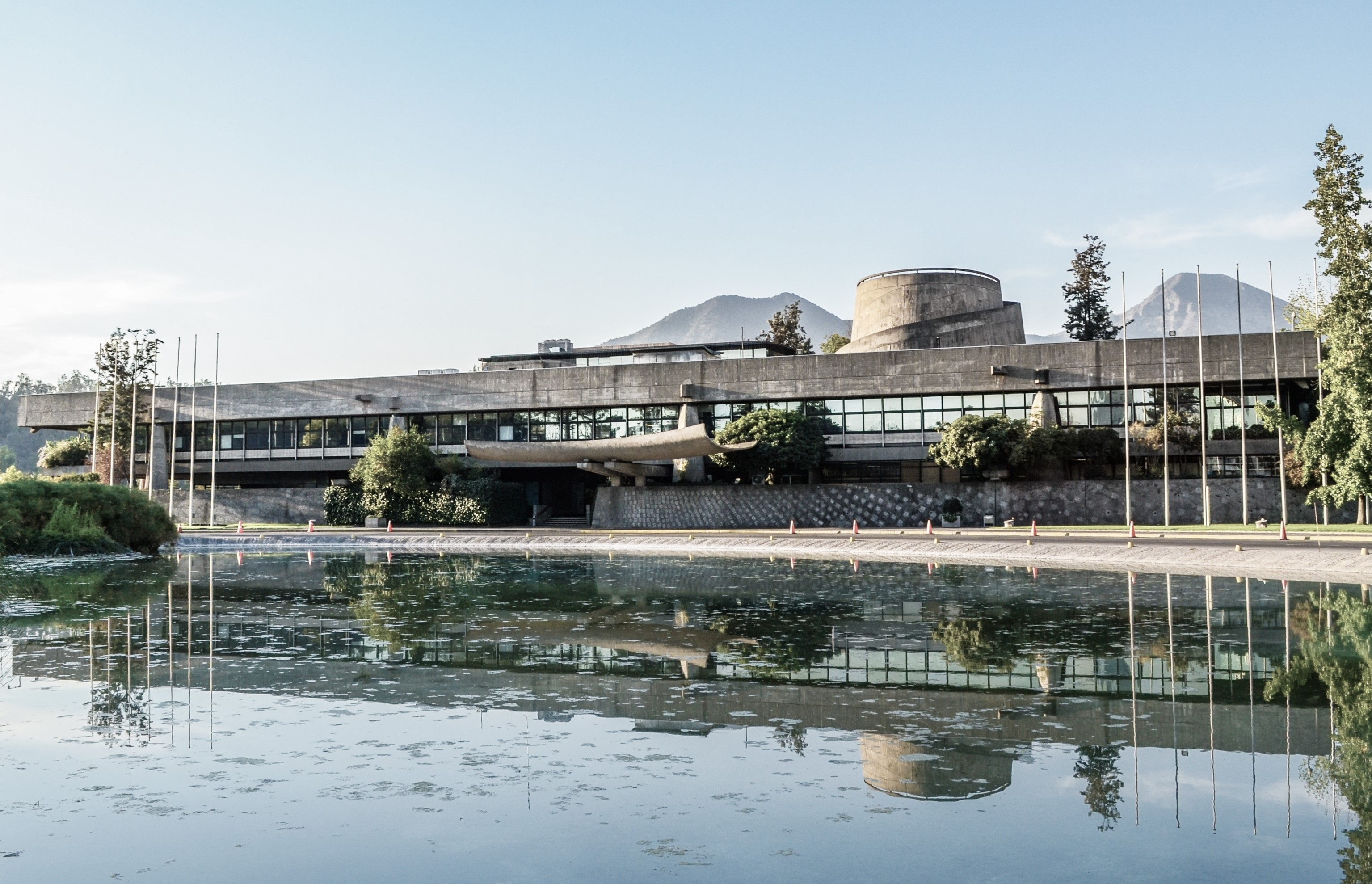
Comisión Económica para América Latina y el Caribe (CEPAL).

La Región Metropolitana de Santiago es sede nacional y regional latinoamericana de una serie de organizaciones internacionales, tales como la Comisión Económica para América Latina y el Caribe (CEPAL), el Programa de las Naciones Unidas para el Desarrollo (PNUD), la Organización Panamericana de la Salud (OPS), la Organización de las Naciones Unidas para la Alimentación y la Agricultura (FAO), la Organización de las Naciones Unidas para la Educación, la Ciencia y la Cultura (UNESCO), el Banco Mundial, el Banco Interamericano de Desarrollo y CAF - Banco de Desarrollo de América Latina.

## Transporte y comunicaciones

### Aeropuertos
En la Región Metropolitana se encuentra el Aeropuerto Internacional Arturo Merino Benítez, siendo este el más importante del país. Además encontramos la Base Aérea El Bosque, y entre los principales aeródromos privados de uso público a los siguientes: Aeródromo Melipilla, Aeródromo Curacaví Aeródromo La Victoria de Chacabuco, el Aeródromo Eulogio Sánchez ex Tobalaba, y el futuro Aeródromo Peldehue.
Para la práctica de vuelos en ultralivianos o aviones experimentales y LSA, están el Aeródromo Hacienda Lipangue y Aeródromo Alberto Santos Dumont; para los cultores del paracaidismo deportivo está el Aeródromo Los Cuatro Diablos, y para el volovelismo (planeadores), se dispone del Aeródromo Municipal de Vitacura, cuyo propietario (Club de Planeadores de Vitacura) también administra el Aeródromo Chicureo.

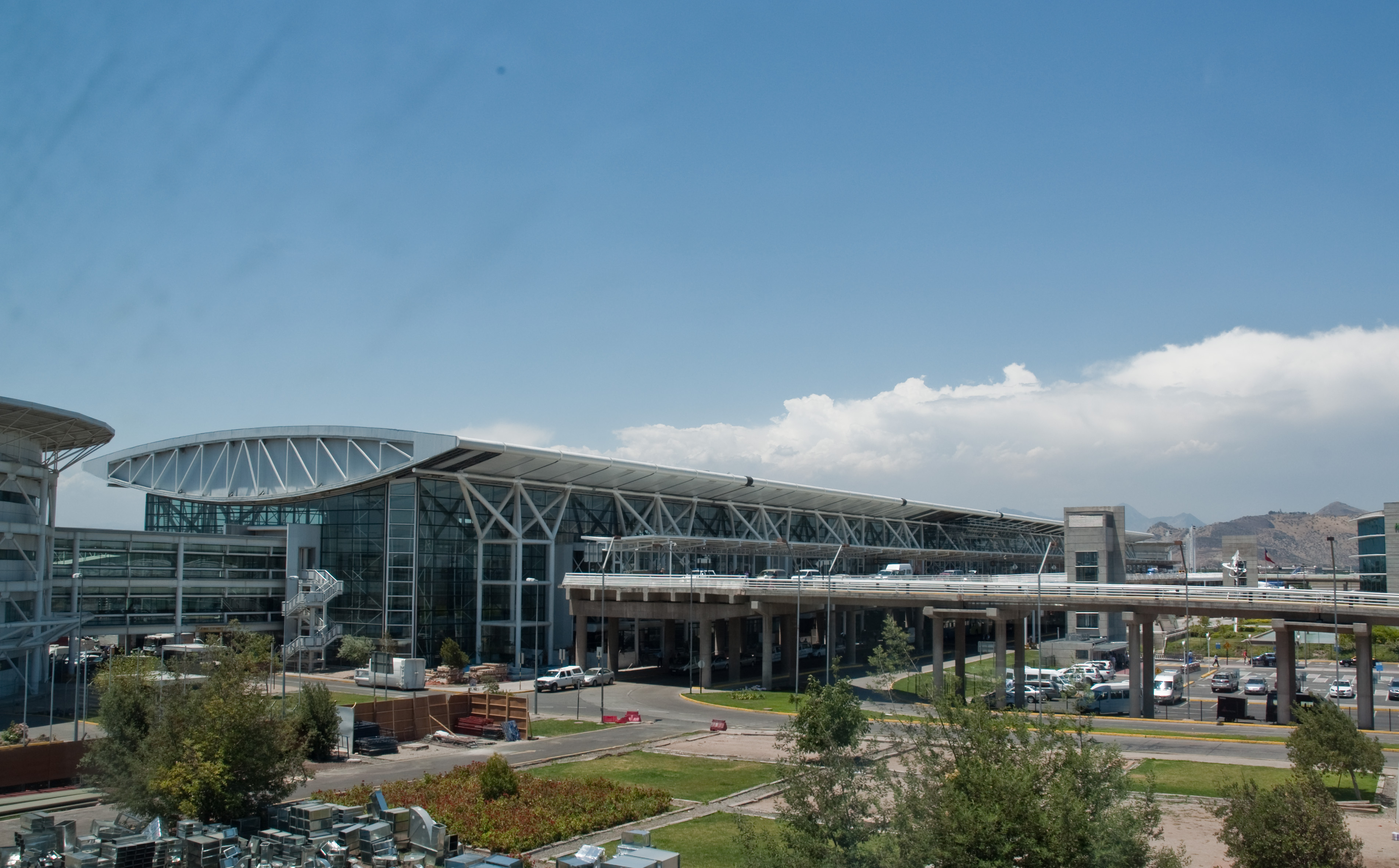
Aeropuerto de Santiago.

### Red vial

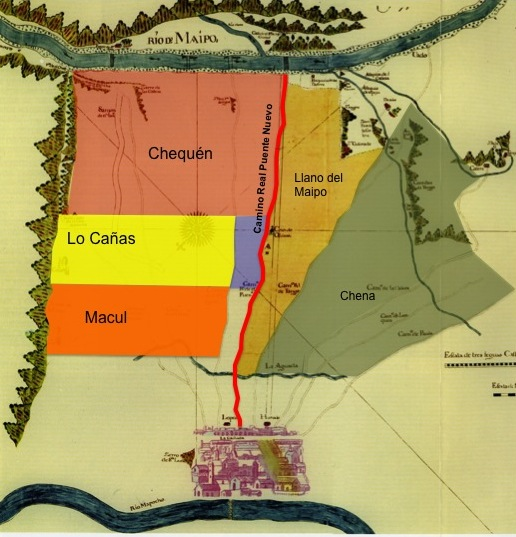
Mapa del Camino Real del Puente Nuevo, construido al sur del río Maipo c. 1650.

Las comunicaciones terrestres de la Región Metropolitana se basan en una red de vías de buen desarrollo y una trama de caminos secundarios y terciarios, que llevan a las distintas localidades de esta región y de otras. Tiene en total (a diciembre de 2004) 2555 km de caminos públicos (hormigón y asfalto). Las principales vías de la región, en el sentido norte-sur, son:
- R5 Panamericana / Autopista Central

En esta provincia se da inicio a la medida kilométrica chilena de la carretera panamericana, cuyo kilómetro 0,0 se localiza en la intersección de la céntrica Alameda Bernardo O'Higgins y la Autopista Central, y se prolonga con calidad de pavimento superior y en doble y triple vía, entre la cuesta Las Chilcas al norte y el túnel Angostura hacia el sur, abarcando 122 km en la región.
- Ruta 68 Santiago-Valparaíso

Une a Santiago con las ciudades de Valparaíso y Viña del Mar, y desde aquí a playas de veraneo en la Quinta Región. Además, da conexión a las comunas de Casablanca y Curacaví. Se prolonga por 115 kilómetros, con calidad de pavimento superior y en doble y triple vía. Se inicia en la bifurcación de Alameda con Gladys Marín, en la comuna de Estación Central.
- Autopista del Sol R78

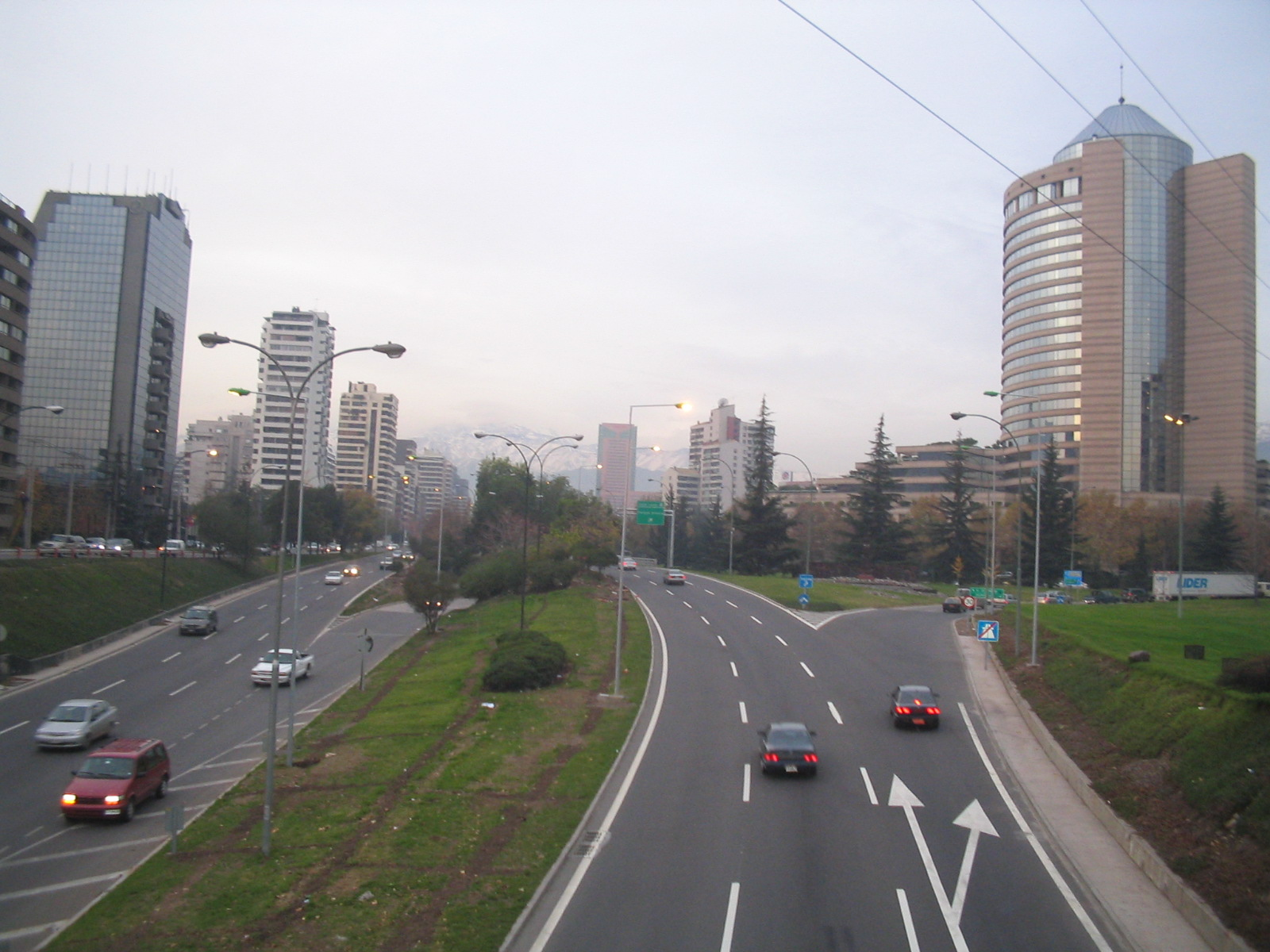
Av. Kennedy convertida en carretera privada dentro de Santiago

Concesionada, une la ciudad de Santiago con Cartagena, y desde allí al Litoral Central (Llolleo, San Antonio, El Quisco, Algarrobo), además de conectar los centros poblados de Melipilla, Talagante, El Monte, Padre Hurtado y Peñaflor. Se prolonga por 110 km. Parte en la intersección de Isabel Riquelme con la Autopista Central, en el sur de la comuna de Santiago.
- Ruta G-21

Que une la ciudad de Santiago con el centro invernal de Farellones y Valle Nevado. Se prolonga por 40 km. Es la continuación de Avenida Las Condes.
- Ruta G-25

Que conecta Santiago y la comuna/ciudad de Puente Alto con el Cajón del Maipo, hasta la localidad de El Volcán. Se prolonga por unos 70 km, con calidad de pavimento superior. Se inicia en la intersección de Avenida La Florida con Avenida Departamental, en el norte de La Florida.
- Ruta 66

Más conocida como  Camino de la Fruta, une el puerto de San Antonio con el pueblo de Pelequén, en la sexta región, prolongándose por 70 km en la Región Metropolitana, hasta la localidad de San Vicente de Tagua Tagua, unos 7 km al norte del lago Rapel.
- Ruta 70 / Avenida Américo Vespucio

Que corresponde a la circunvalación de la ciudad de Santiago de Chile, con una extensión de 60 km, con calidad de pavimento superior y doble y triple vía. Actualmente sobre su trazado existen dos autopistas urbanas de última generación de pago electrónico.
Otras vías de especial importancia son las autopistas urbanas de Santiago de Chile. A fines de 2004 comenzaron a operar las primeras vías concesionadas de Santiago. El cobro por el uso de estas vías se hace a través de cobro automático mediante un dispositivo electrónico denominado Televía o TAG que los automóviles deben portar para acceder y utilizar dichas vías. Una parte de la ruta 5 y la ruta 70, que pasan por Santiago, son ejemplo de autopistas urbanas de la ciudad.

### Ferrocarriles

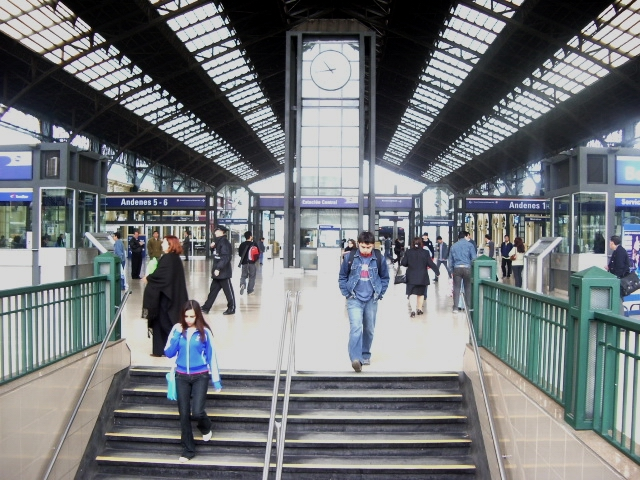
Estación Central de Ferrocarriles.

El ferrocarril también es un medio de locomoción utilizado para el transporte diario de pasajeros; es operado por la estatal EFE. Posee un tendido continuo entre las ciudades de Valparaíso, en la V Región de Valparaíso, y Puerto Montt, en la X Región de Los Lagos.
Los trenes de cercanía Metrotren conectan los suburbios extracapitalinos con Santiago. Otro medio de transporte que se puede mencionar es el Metro de Santiago. Con siete líneas operativas en la actualidad, transportan al día un promedio de 2 800 000 de personas, constituyéndose con ello en uno de los principales medios de locomoción del país. En un año el metro transporta a más de 360 millones de personas. Tanto el Metro de Santiago como el sistema de ferrocarriles son considerados los más modernos de Latinoamérica.

### Parque automotor
La Región Metropolitana tiene, al año 2004, un parque automotor de 1 817 938 vehículos. Corresponde a un 73,1 % de los 2 824 570 vehículos existentes en el país, lo que la sitúa en el primer lugar del ranquin nacional.
Para 2009, se estima que el parque automotor de Chile alcanzó los 3 963 100 a nivel nacional.

## Cultura y educación

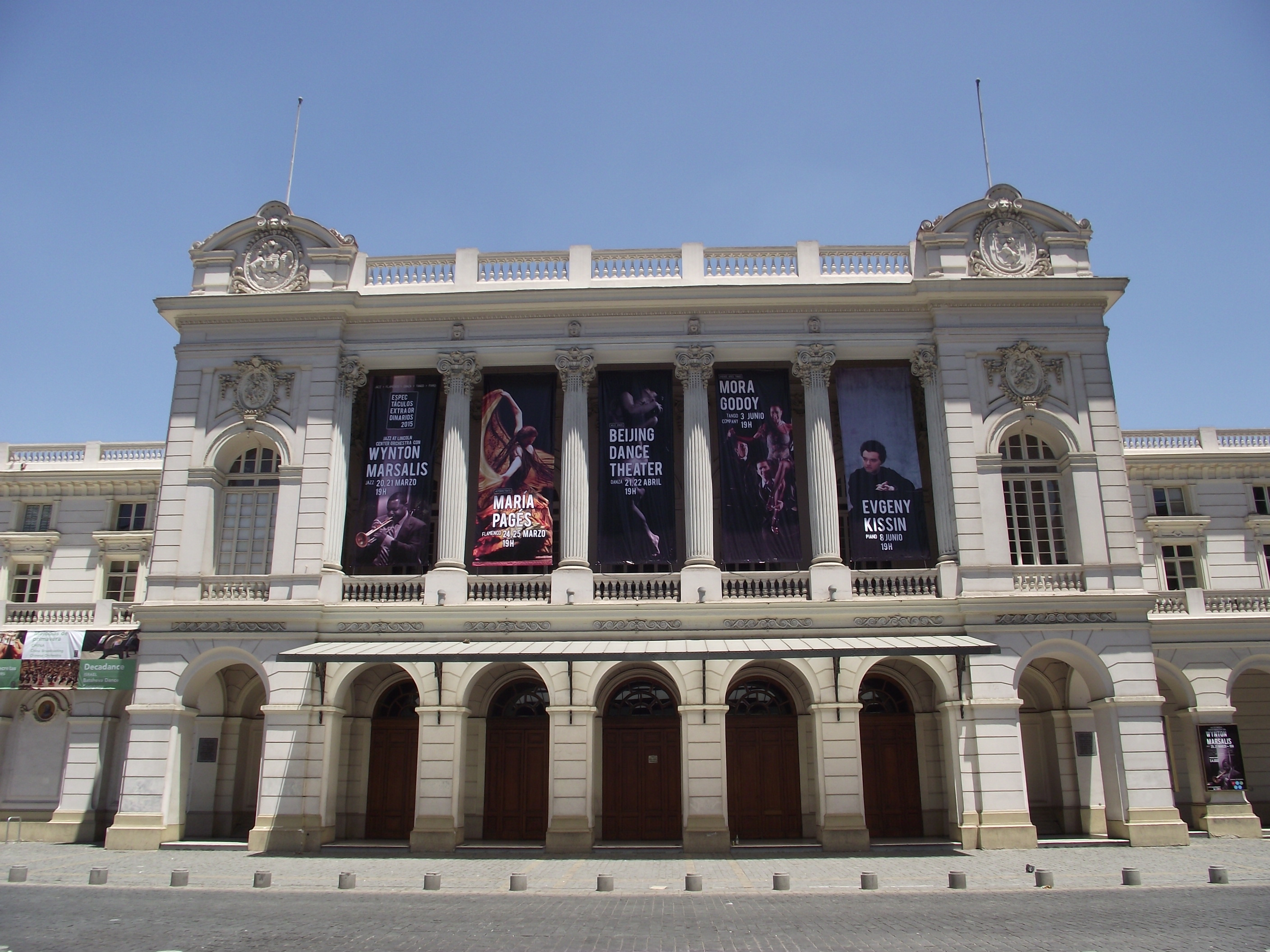
Teatro Municipal.

En la región existen 2 349 establecimientos escolares (municipales, particulares subvencionados, particulares no subvencionados y corporaciones), que permiten la formación de 1 393 043 estudiantes (2002) de los niveles prebásico, básico, especial y medio. Esta cifra representa el 38,7 % de los 3 601 214 educandos que existen en el país. La educación superior a nivel regional está a cargo de universidades del Consejo de Rectores, universidades privadas, institutos profesionales y centros de formación técnica, los que preparan a un total de 79 834 educandos, que representan un 48,1 % de los 165 927 alumnos de enseñanza superior existentes en el país (2002).
El principal deporte practicado en la región es el fútbol, al igual que en el resto del país. En 1903 fue fundada la Asociación de Fútbol de Santiago agrupando a los primeros clubes de este deporte, y en 1933 se fundó la Liga Profesional de Football de Santiago,actual ANFP. Los clubes Colo-Colo, Universidad de Chile y Universidad Católica son considerados como los equipos más importantes del país, habiendo obtenido más de cincuenta campeonatos de Primera División.
El principal recinto deportivo del país es el Estadio Nacional de Chile, situado en Santiago, que alberga los partidos de local de la selección de fútbol de Chile. Allí se disputaron las finales de la Copa Mundial de Fútbol de 1962, la Copa Mundial de Fútbol Juvenil de 1987 y varias ediciones de la Copa América. En cuanto a torneos multideportivos, Santiago fue sede de los Juegos Sudamericanos de 1986 y 2014. El principal torneo infantil de la región es la Copa Enel Chile, de baby fútbol.

## Galería

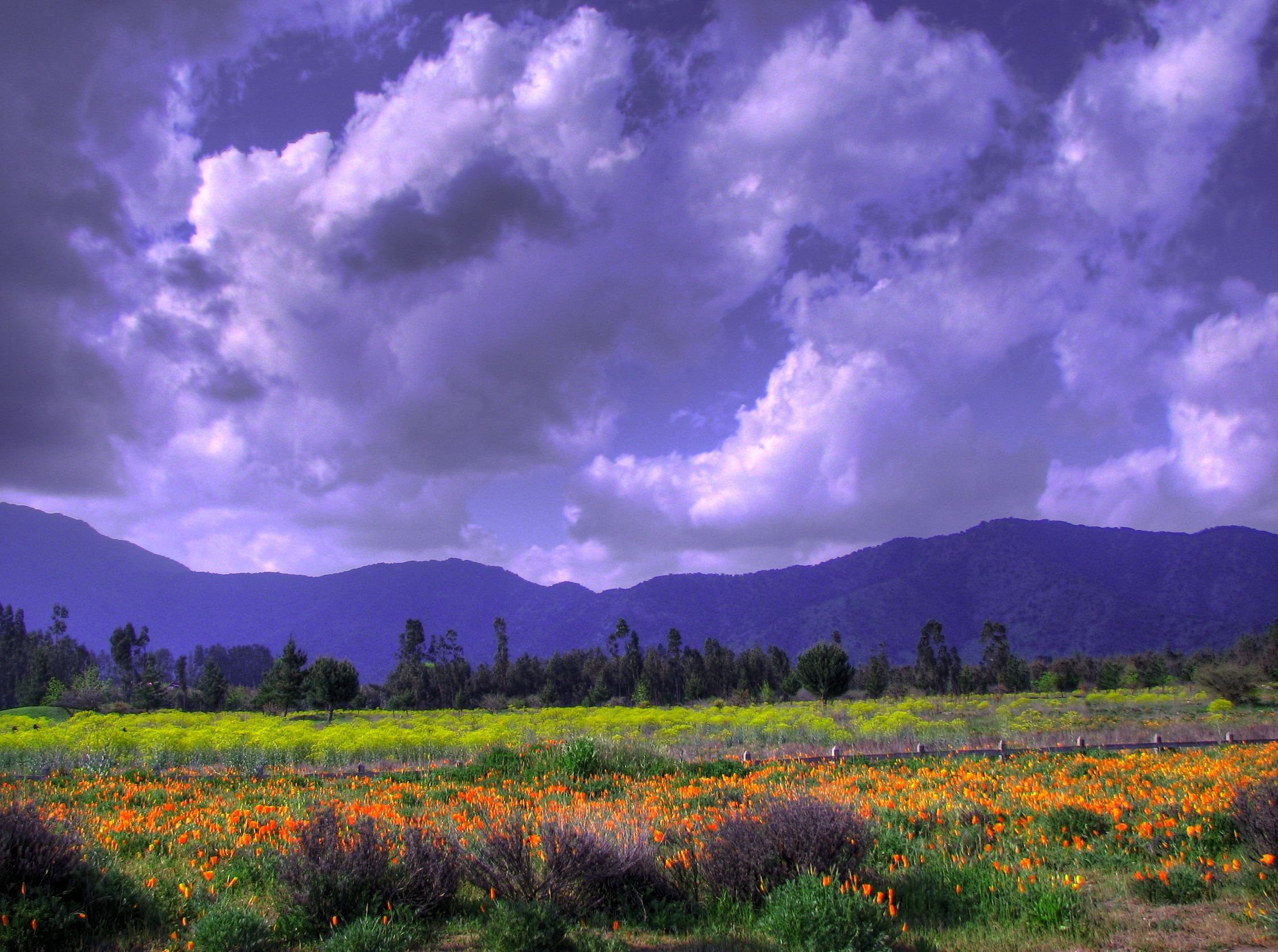
Paisaje en la Angostura de Paine
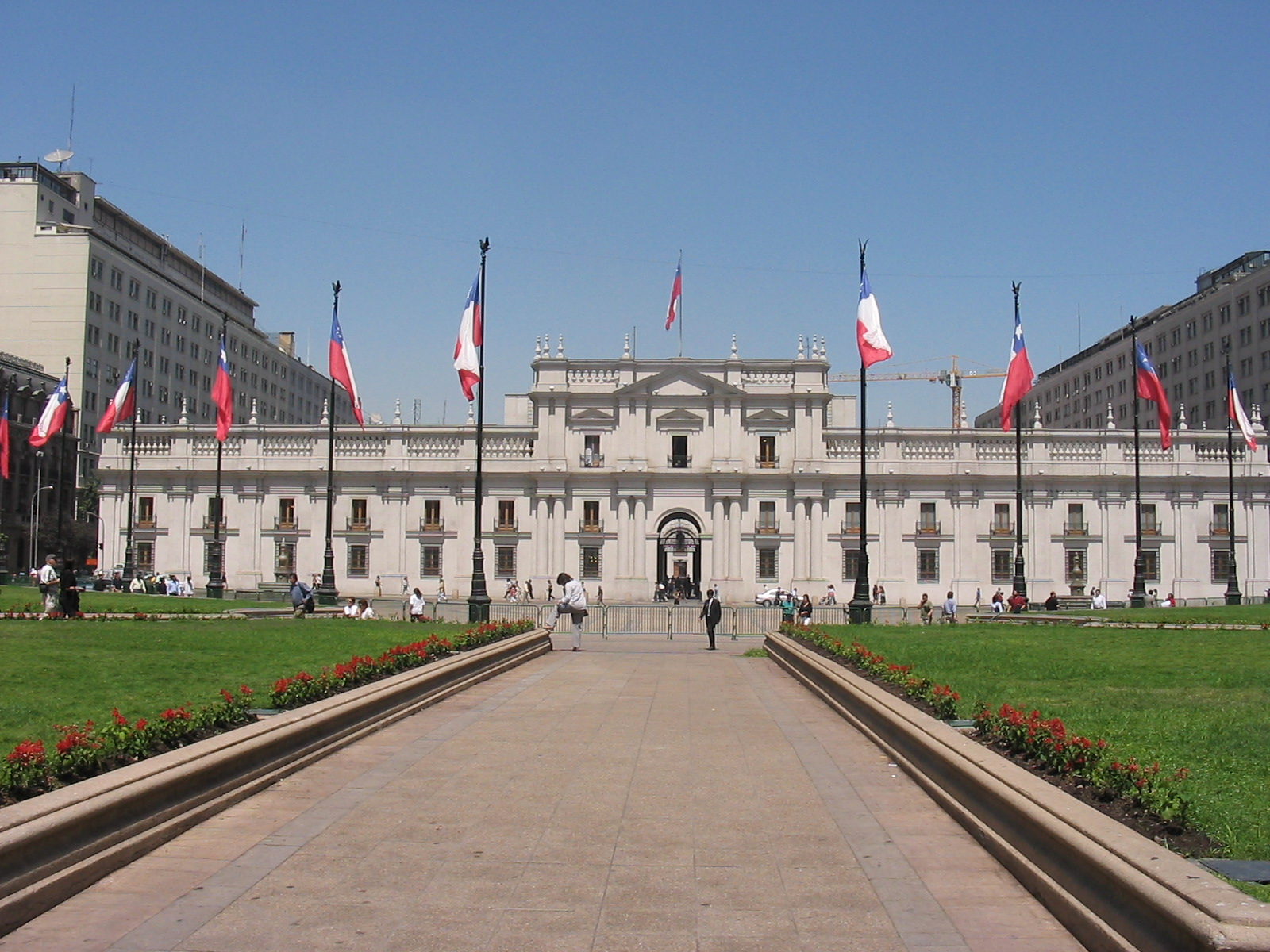
Palacio de La Moneda
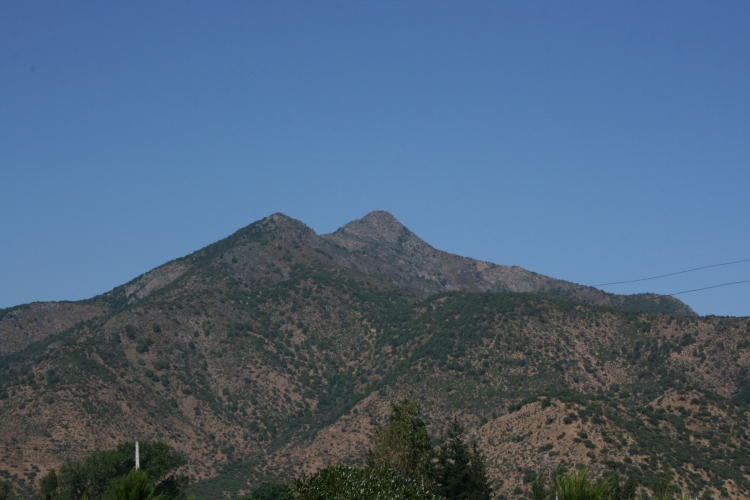
Cerro Challay, en Paine.
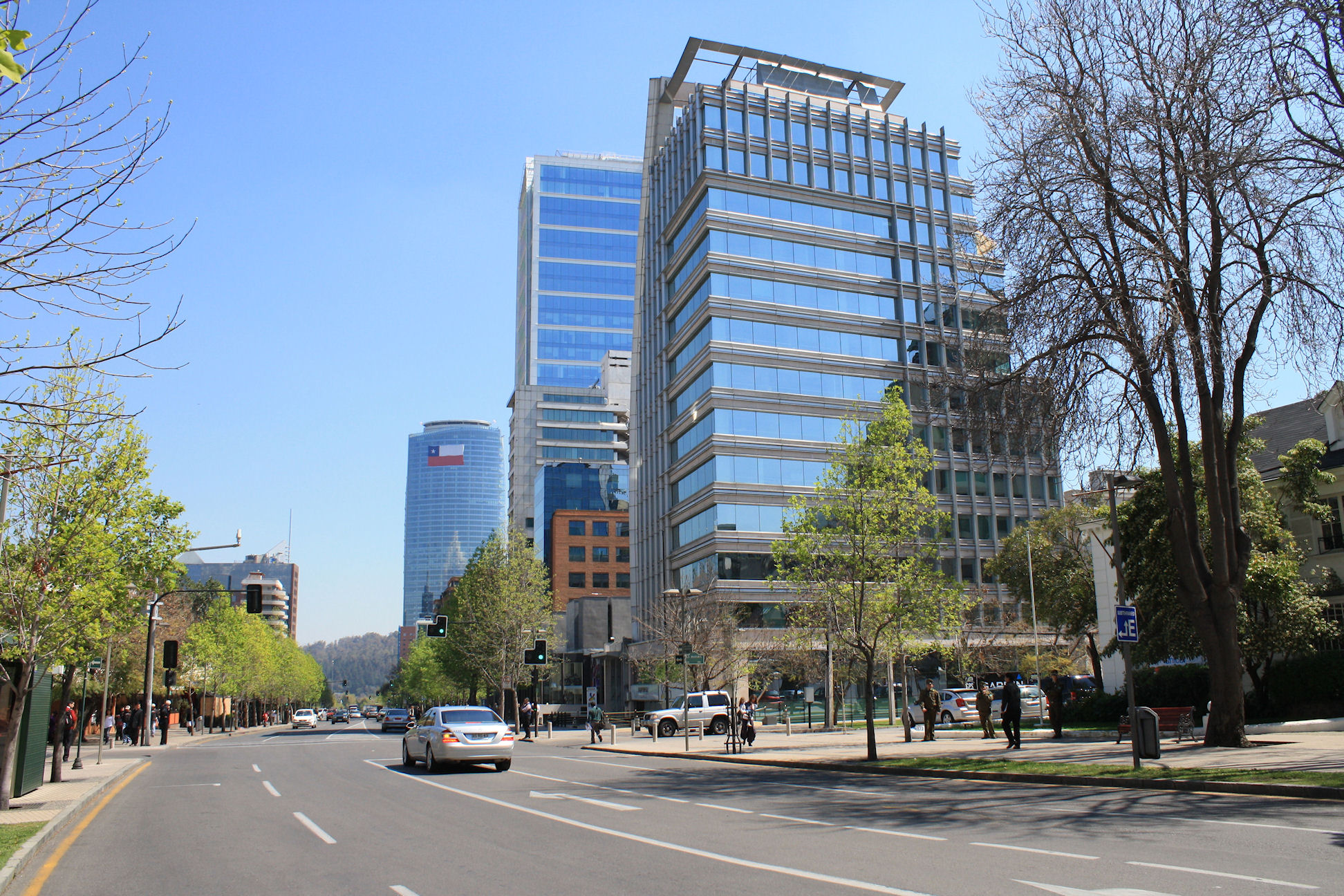
Santiago Oriente
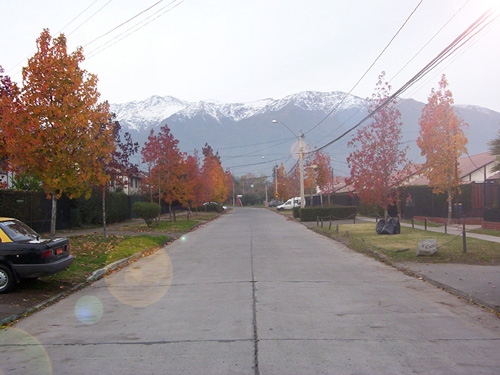
Típico barrio santiaguino de clase media
Santiago de noche
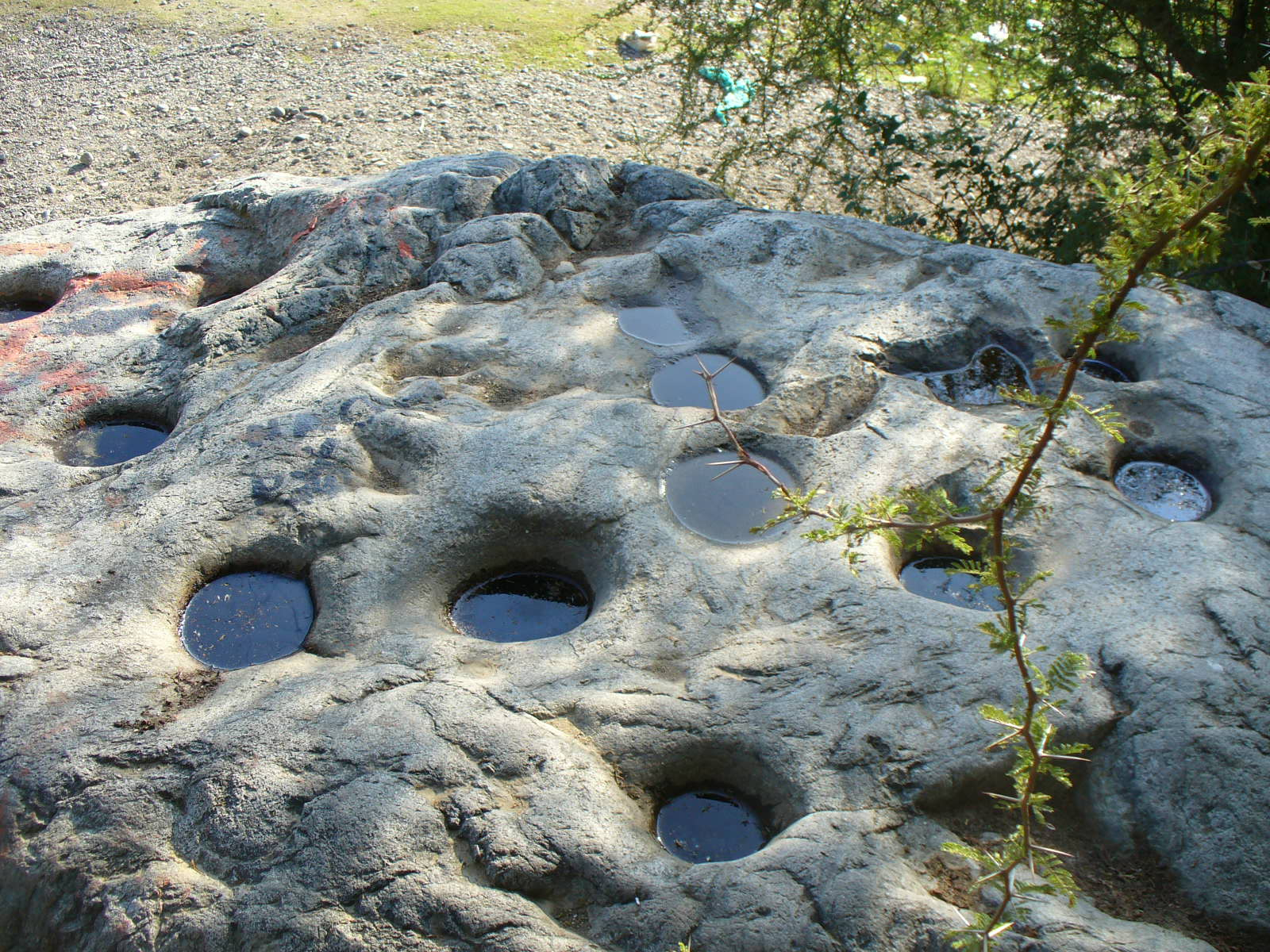
Piedras tacita de Curacaví
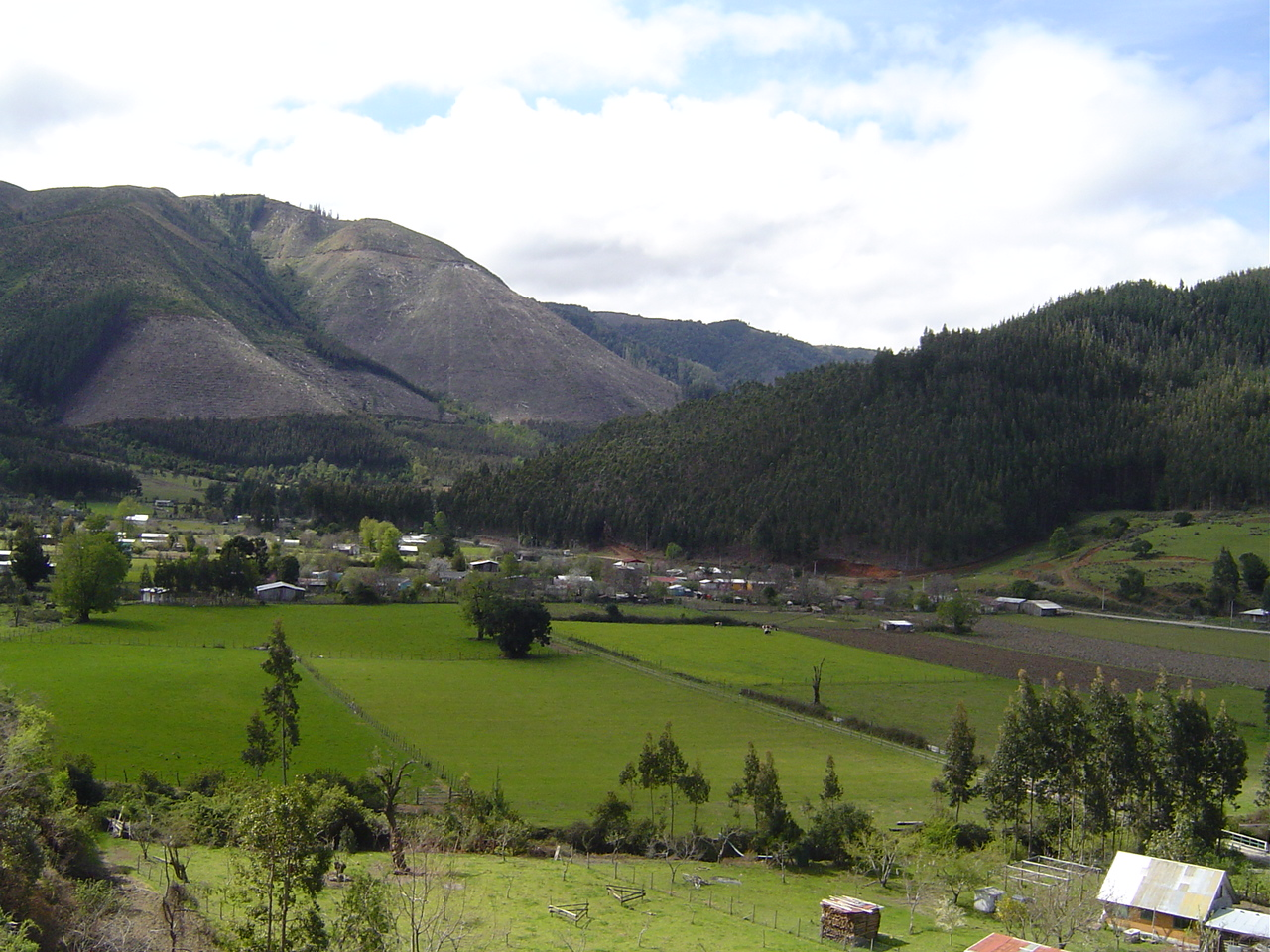
Parte rural de la Región Metropolitana
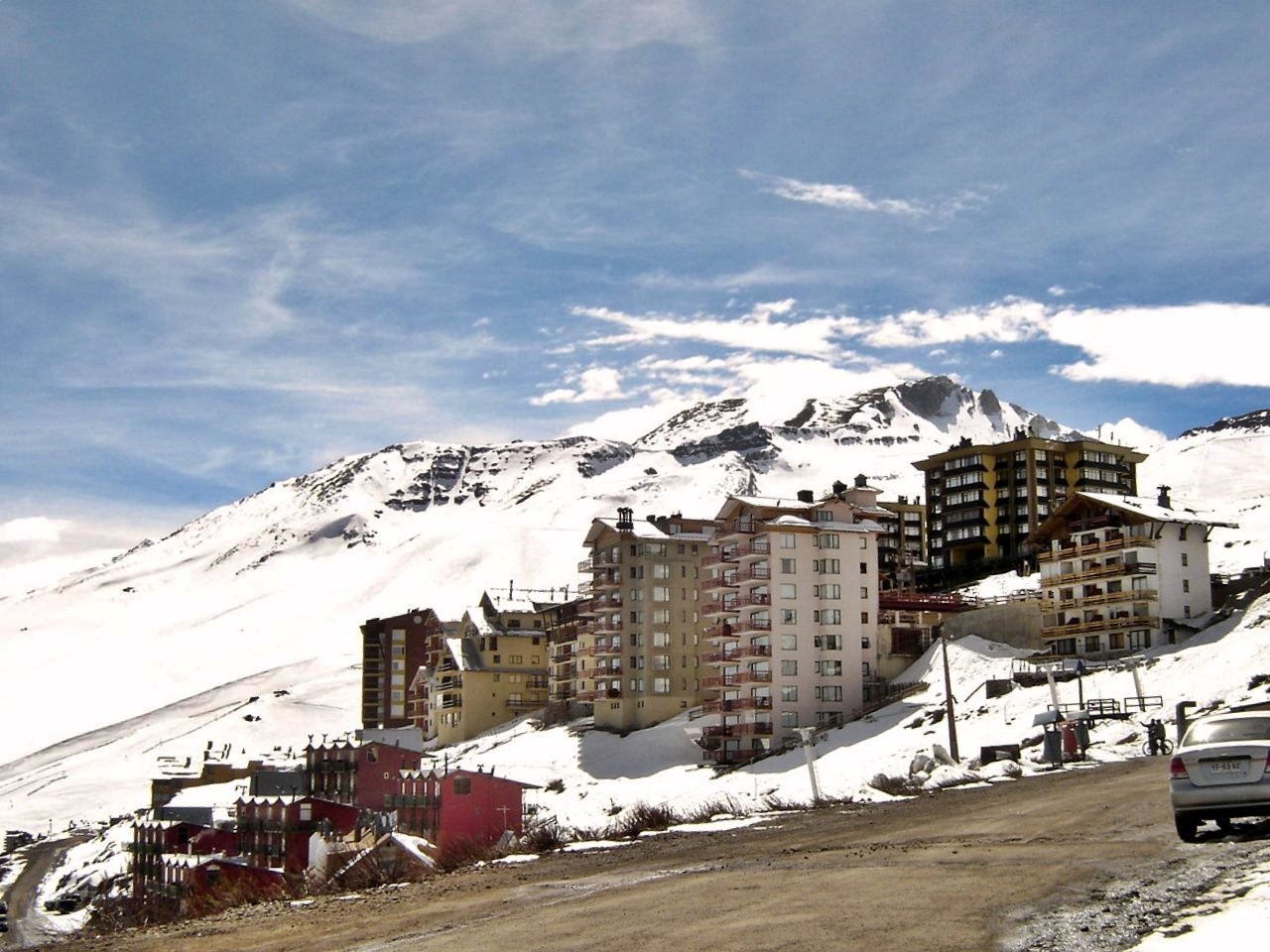
Uno de los centros de esquí de la región
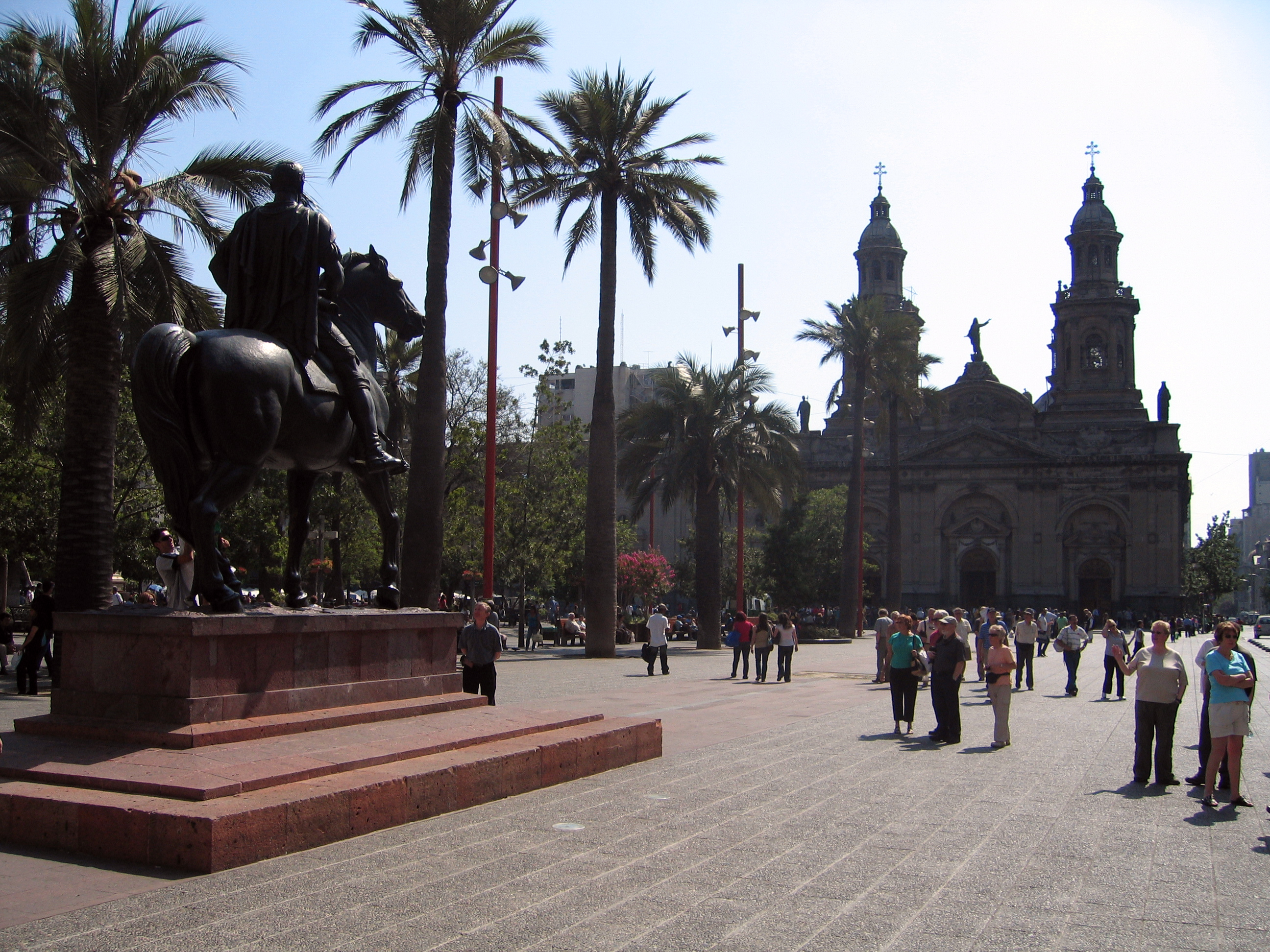
Plaza de Armas de Santiago
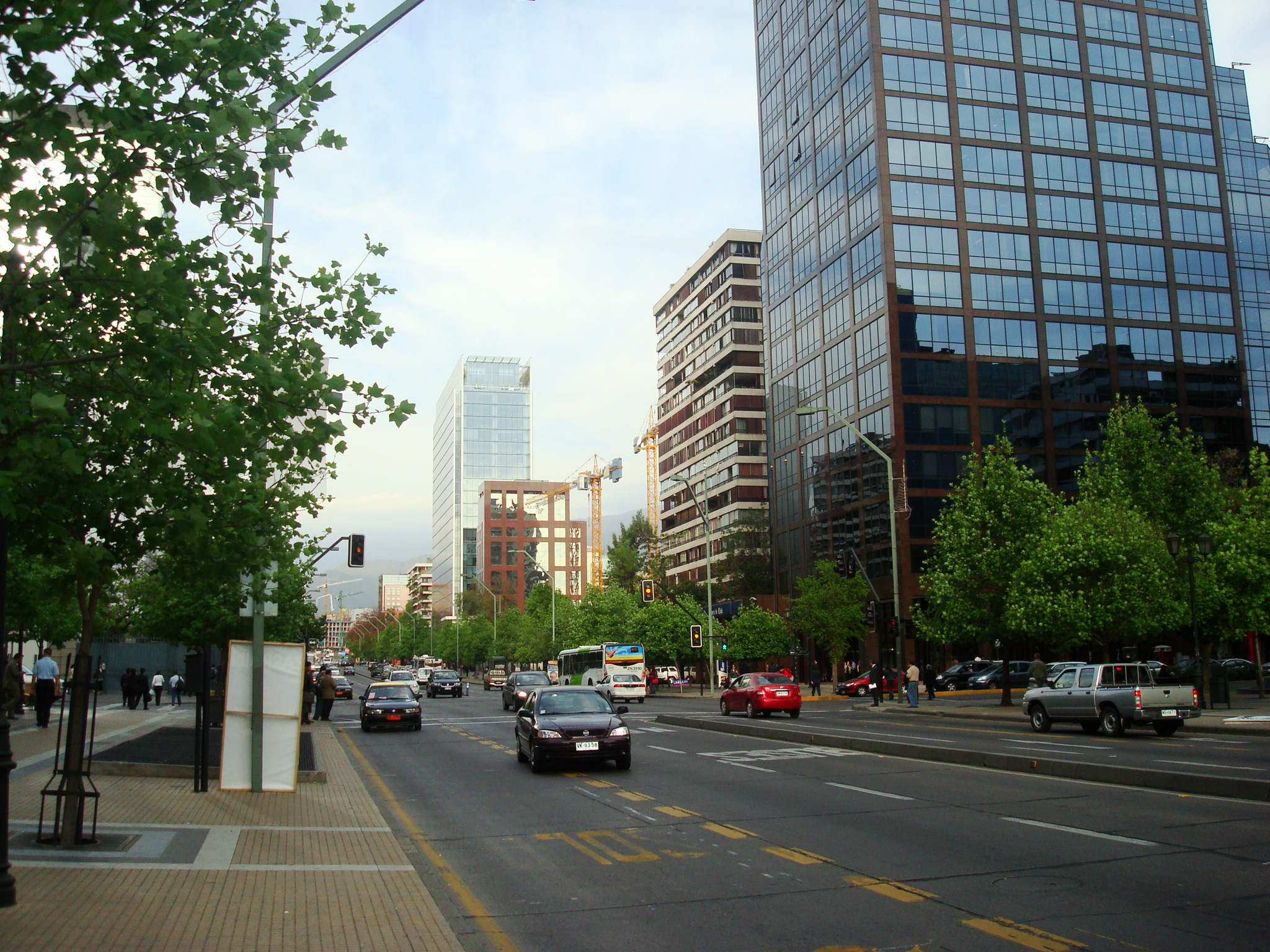
Avenida Apoquindo
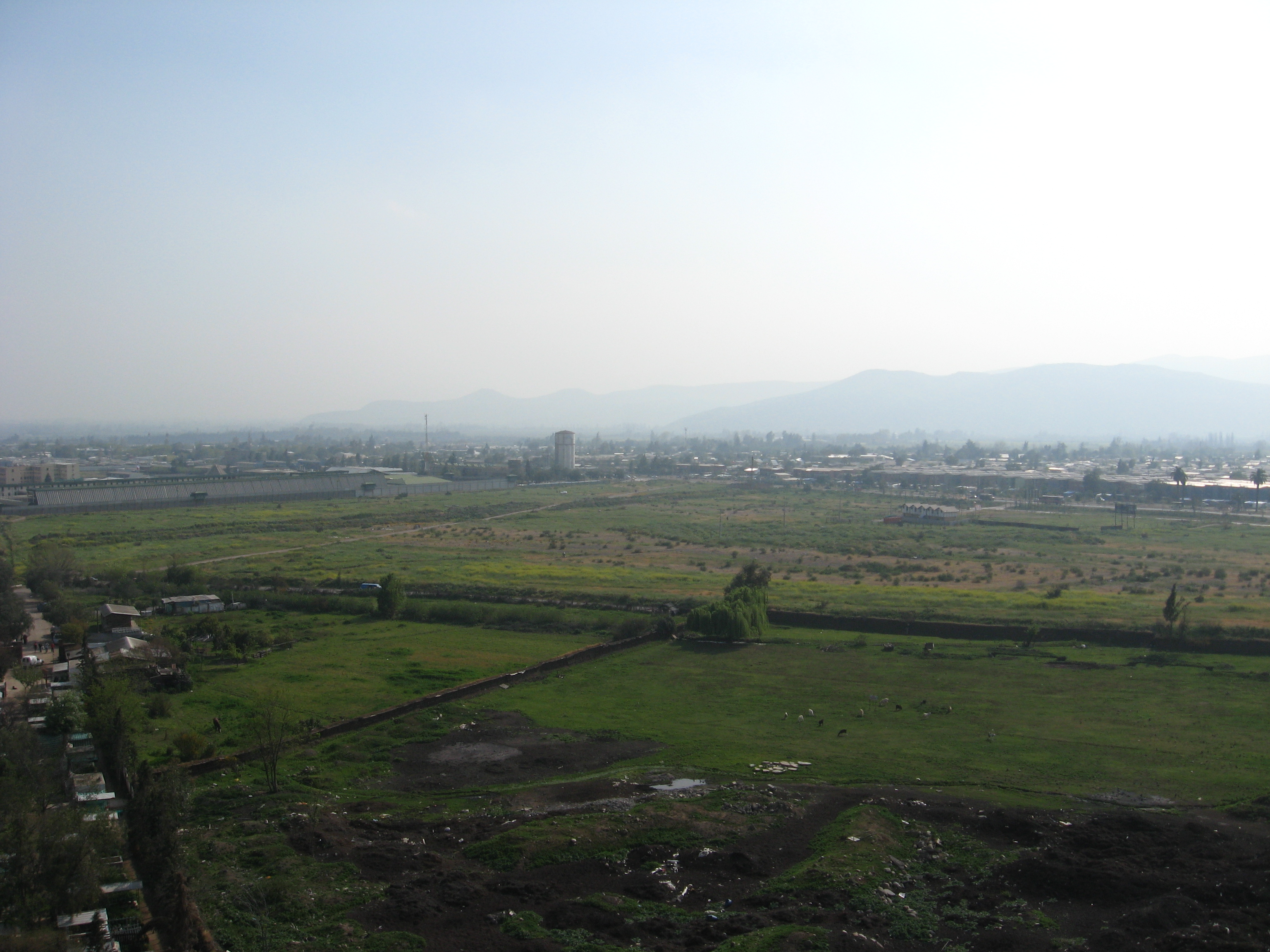
Colina desde el cerro Comaico
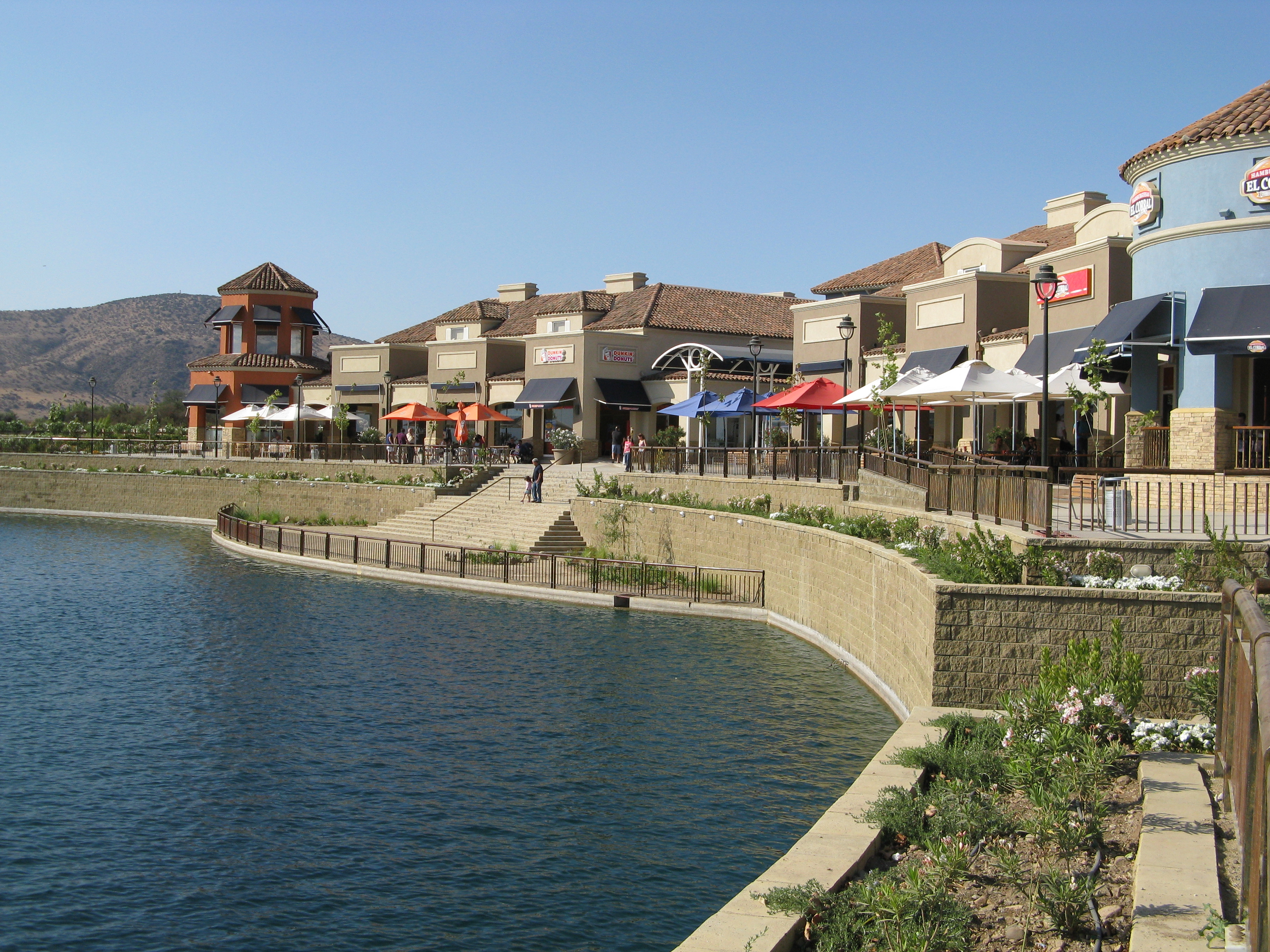
Laguna Piedra Roja
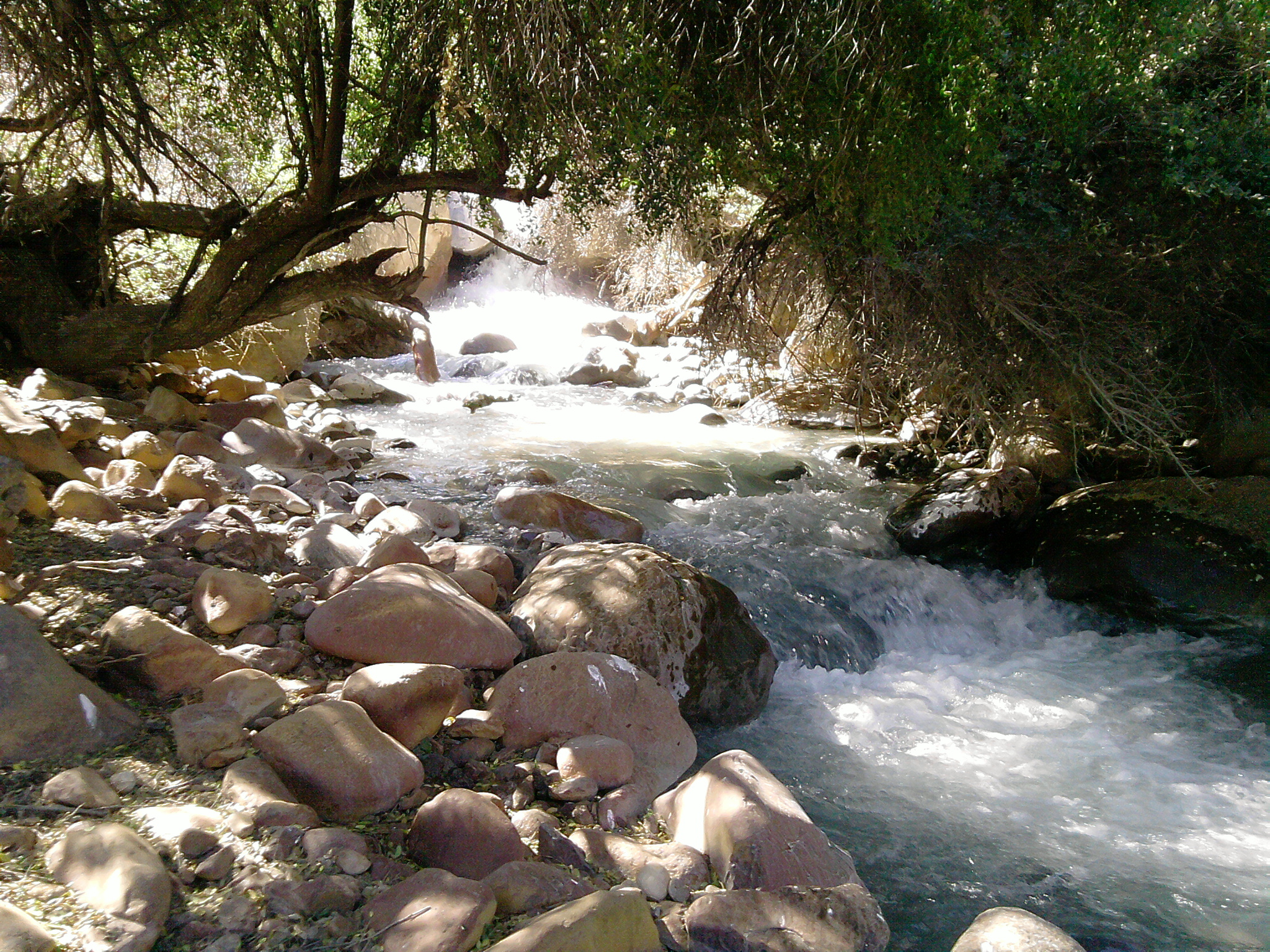
Yerba Loca
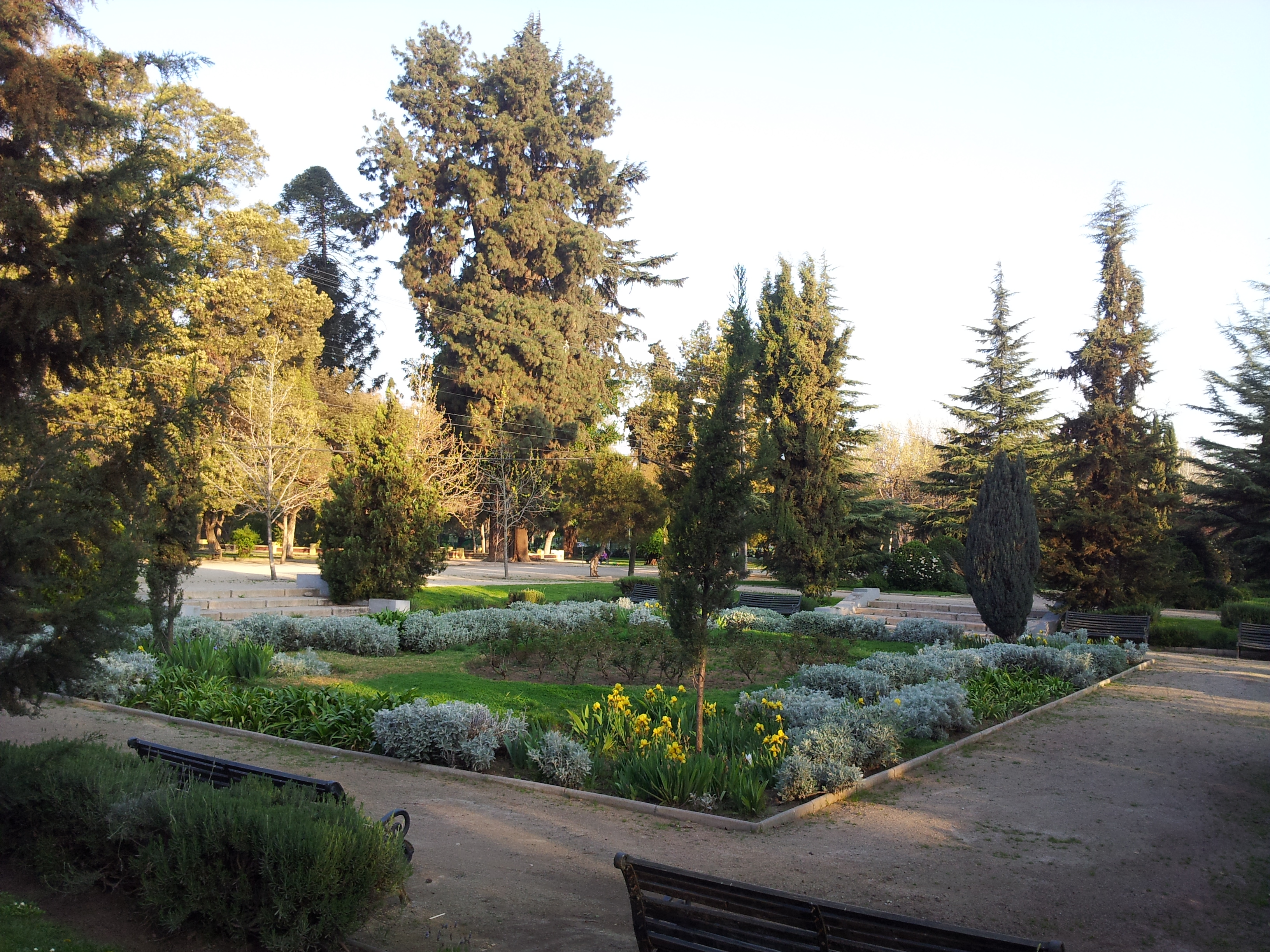
Jardines del Parque Quinta Normal
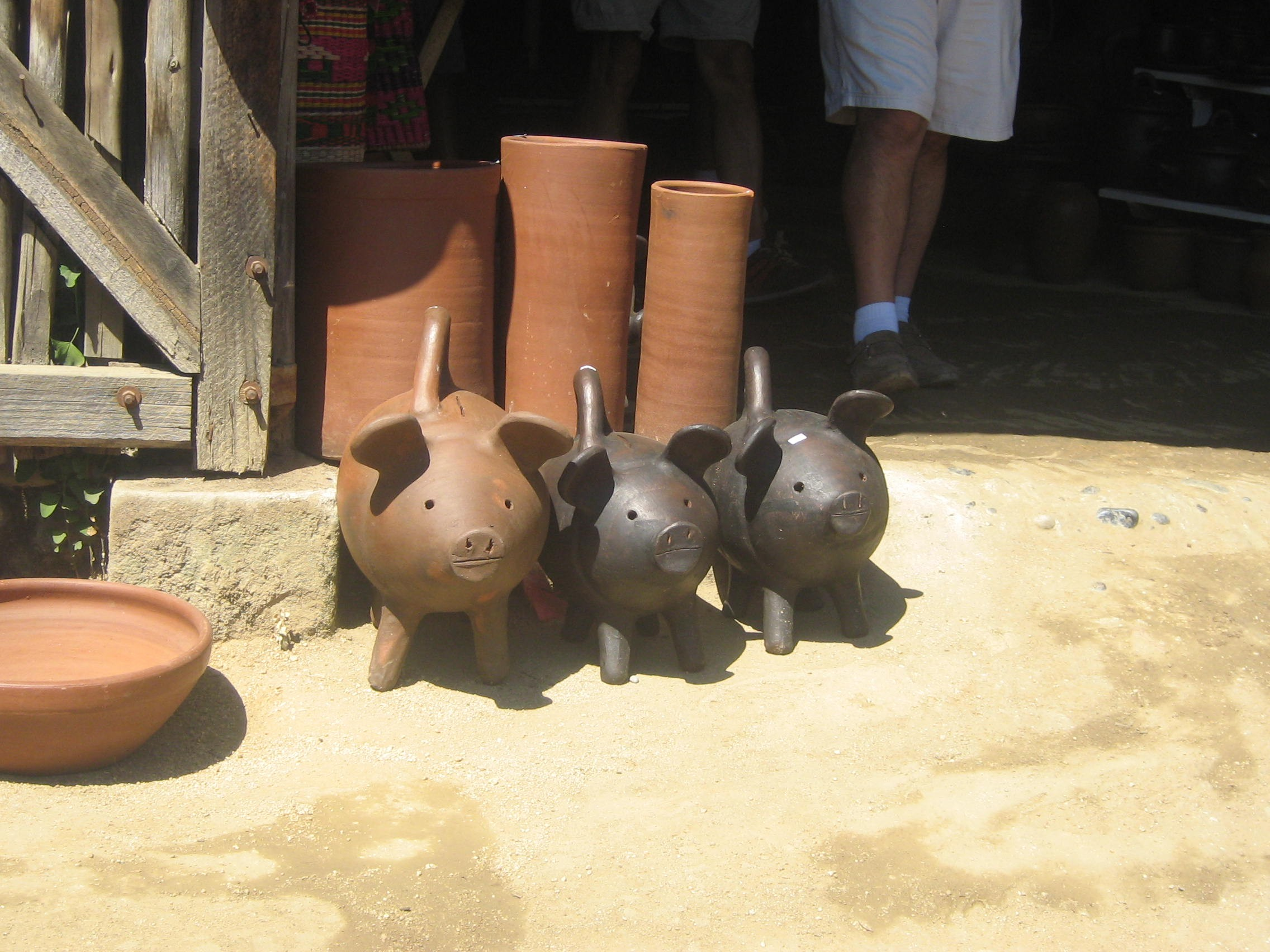
Artesanía en greda de Pomaire
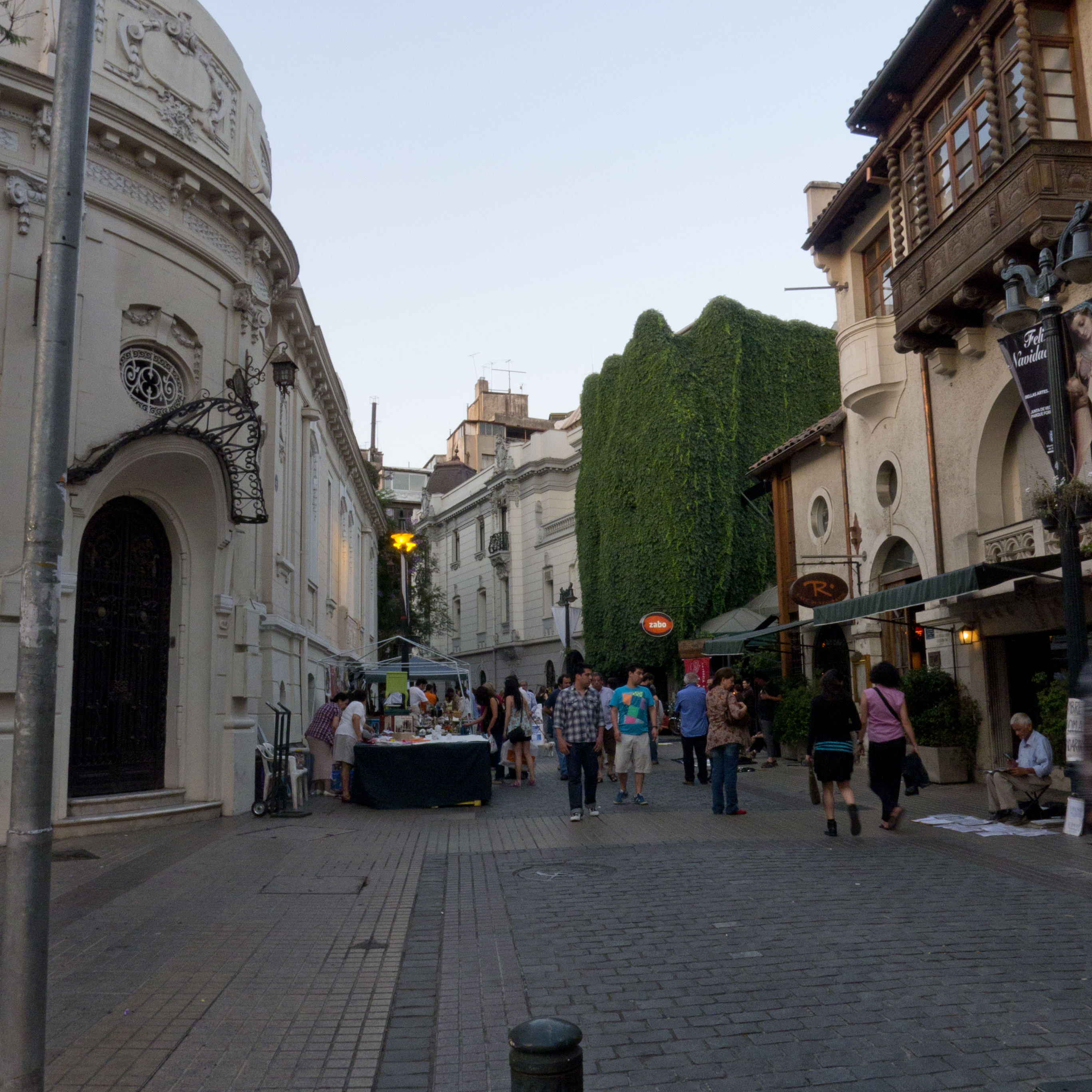
Barrio Lastarria
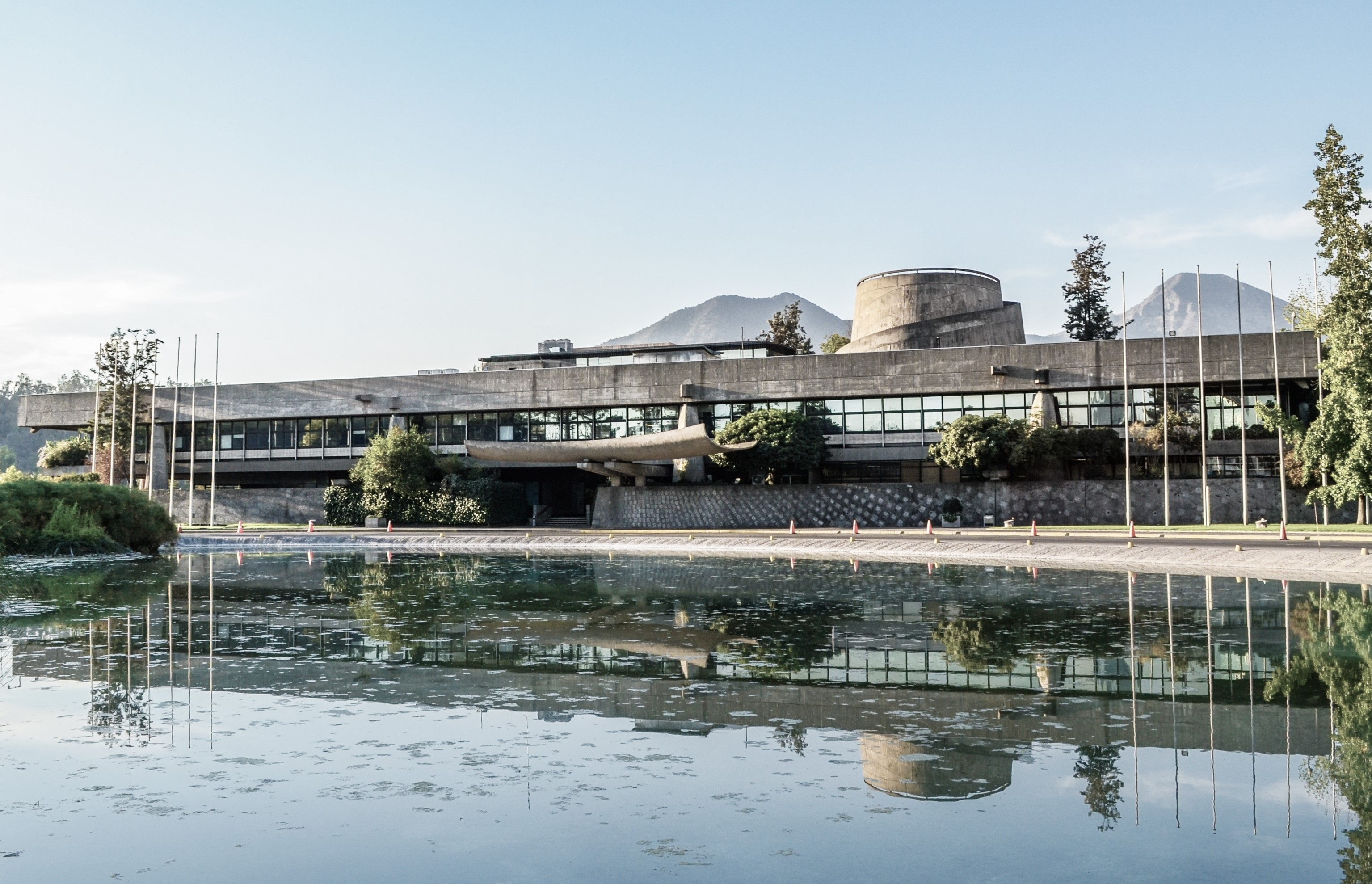
Edificio de la Cepal
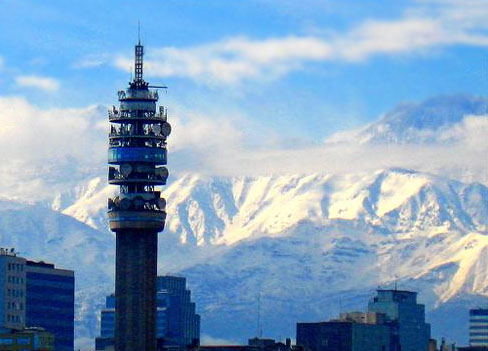
Torre Entel, vista hacia la Cordillera de los Andes.
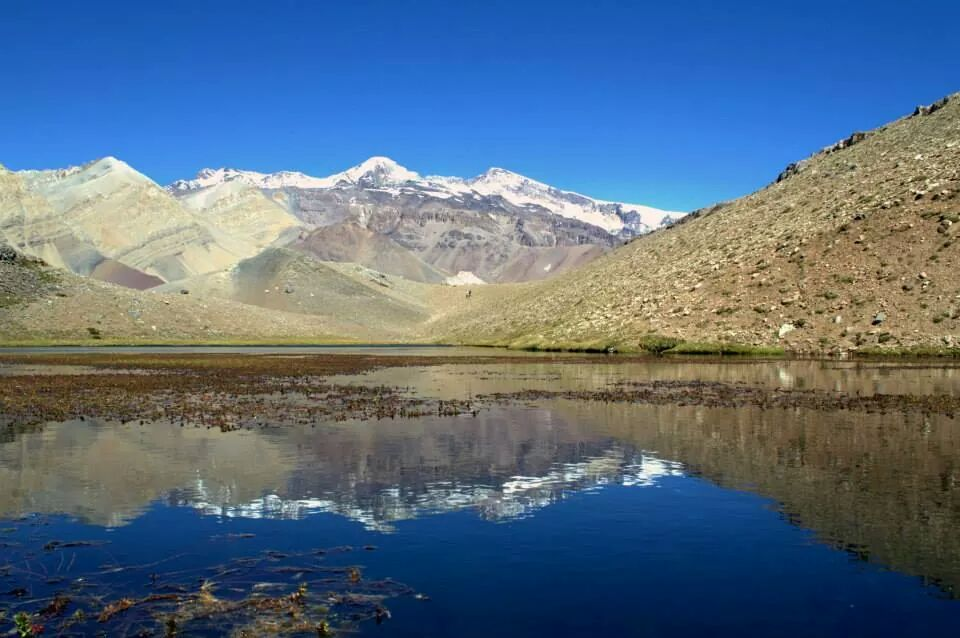
Laguna Los Patos, en San José de Maipo